# Castello di Montsoreau
Il castello di Montsoreau, in stile gotico e rinascimentale, è situato nella Valle della Loira, comune di Montsoreau, a sud-est del dipartimento del Maine e Loira.
Costruito in una posizione strategica, su un promontorio roccioso alla confluenza della Loira e della Vienne, si trova all'incrocio di tre regioni: l'Angiò, il Poitou e la Turenna. Edificio di transizione tra una fortezza e un castello, ha la particolarità di essere l'unico castello della Valle della Loira costruito nel letto di un fiume. È stato celebrato molte volte e in particolare da Alexandre Dumas nel suo romanzo La dama di Monsoreau, da William Turner in un acquerello raffigurante anche la confluenza della Loira e della Vienne, da François Rabelais in Gargantua e Pantagruel e da Auguste Rodin, che lo idealizza in un disegno conservato nel Museo Rodin. Classificato come monumento storico dal 1862, fa parte del patrimonio mondiale dell'umanità dell'UNESCO come Valle della Loira tra Sully-sur-Loire e Chalonnes-sur-Loire.
Dall'8 aprile 2016 ospita un museo d'arte contemporanea.

## Origine del nome

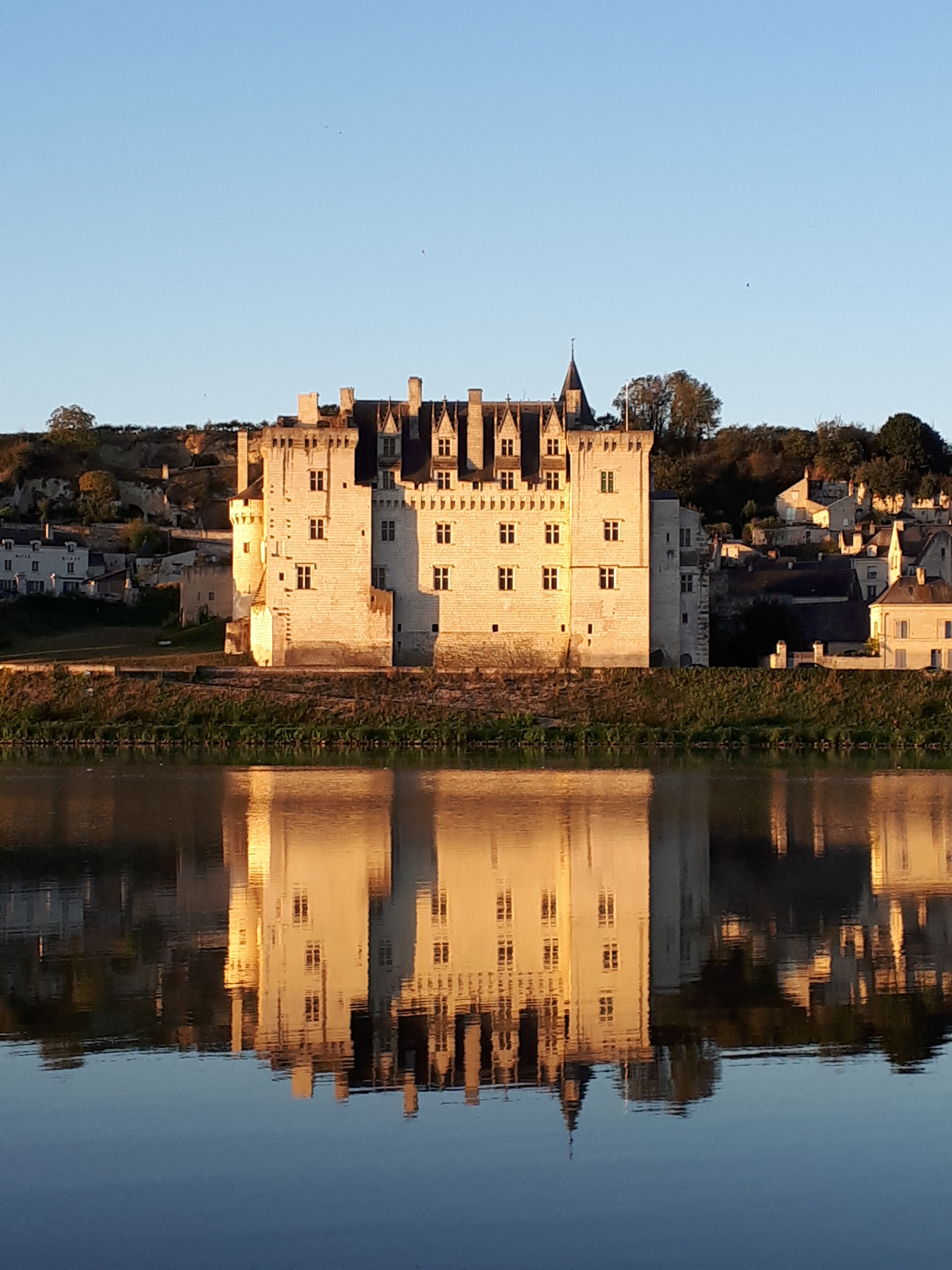
Porto del castello di Montsoreau

Il nome Montsoreau appare per la prima volta nella sua forma latina Castrum Monte Sorello o Mons Sorello in un registro del 1086, in cui Mons o Monte si riferisce ad un promontorio roccioso. L'origine e l'interpretazione del nome Sorello sono ancora sconosciute ma secondo Ernest Nègre il termine significherebbe «fulvo» o «rosso». Questa roccia deve certamente la sua notorietà abbastanza antica al fatto che si trovava nel letto della Loira, parzialmente circondata dalle sue acque durante i periodi delle alluvioni. Inoltre, prima della costruzione della fortezza, un edificio amministrativo o di culto occupava il sito già dal periodo gallo-romano.
Nel romanzo La dama di Monsoreau, Alexandre Dumas si diverte a trovare un'origine molto particolare per il nome del castello, facendolo derivare dal monte del topo:
(Alexandre Dumas, La dama di Monsoreau (1846))

## Posizione e geografia
Costruito in una posizione strategica, su un promontorio roccioso nel letto della Loira, immediatamente alla confluenza dei fiumi Loira e Vienne, si trova all'incrocio di tre regioni (Angiò, Poitou e Turenna), nel cuore della Valle della Loira. Il castello fu costruito immediatamente sulle rive della Loira, ai piedi della collina, con una base di tufo naturale costituita da una roccia ancora visibile in alcuni punti, in particolare nel cortile del castello. Questo tipo di fondazione naturale è abbastanza comune nella costruzione di grandi edifici. La sua posizione topografica è piuttosto sfavorevole dal punto di vista difensivo. Si trova tra due piccole valli che isolano una porzione dell'altopiano di circa trenta ettari, i cui bordi sono piuttosto ripidi a est e a ovest.
Il sito, che si trova tra il fiume Loira a nord e il villaggio a sud, è costituito da due gruppi distinti. L'aia, alla quale si accede attraverso un passaggio coperto che costeggia la cappella del castello, ospita ancora due abitazioni.  A est, la parte signorile è protetta su tre lati da un ampio e profondo fossato.  Un ponte levatoio era l'unico modo per attraversare questo fossato ed entrare nel cortile superiore del castello.

La facciata nord dell'edificio principale era originariamente bagnata direttamente dal fiume Loira prima della costruzione della strada lungo il fiume intorno al 1820. La pianta dell'abitazione, fiancheggiata da due torri quadrate, è prolungata da tre ali, due a sud e una nel prolungamento occidentale dell'edificio.  Due torri di scale si trovano agli angoli dell'edificio principale con le ali rivolte verso il retro.  Una porzione della cortina muraria, che si è conservata sul lato est, collega l'ala est ai resti di una torre abbandonata, impropriamente chiamata «il maschio », ancora visibile alla fine del XVII secolo.  Un potente bastione in terracotta, scavato nell'estate del 2000, in cui sono state rinvenute parti del castello dell'XI secolo, chiude il cortile a sud.

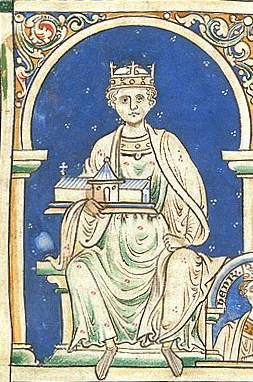
Enrico II d'Inghilterra mette fine alla rivolta organizzata dal fratello Goffredo durante l'assedio di Montsoreau.

Il villaggio che oggi porta il nome di Montsoreau era originariamente composto da due entità: 
- il porto di «Rest», vicino al torrente chiamato Arceau;
- il castello « Rest sous Montsoreau », sulla parte opposta, ai piedi della collina, sulle rive della Loira.

Il nome  «Rest» deriverebbe dal latino Restis che significa  «rete» in riferimento ai numerosi pescatori stabilitisi nel villaggio. Il castello è costruito in una posizione strategica, su un promontorio roccioso nel letto della Loira, a valle della confluenza della Loira con la Vienne. Fu costruito immediatamente sulle rive della Loira, ai piedi della collina, sulla riva sinistra del fiume, con una base di tufo naturale costituita da una roccia ancora visibile in alcuni punti. Questo tipo di fondazione naturale è abbastanza comune nella costruzione di grandi edifici. La sua posizione topografica sembra essere piuttosto sfavorevole dal punto di vista difensivo, ma l'ipotesi secondo cui nel luogo chiamato  « La Motte » ci fosse un castello monticello potrebbe spiegare l'invulnerabilità della fortezza che precede il castello nel corso della storia. Infatti, solo Enrico II Plantageneto riesce a conquistare la fortezza costruita da Folco III d'Angiò durante i suoi 450 anni di esistenza. Si trova tra due piccole valli che isolano una porzione dell'altopiano di circa trenta ettari i cui bordi sono abbastanza ripidi a est e a ovest.
Il castello di Montsoreau si trova nel cuore della Valle della Loira. A nord, la Valle della Loira forma una pianura alluvionale situata a circa 30 metri sul livello del mare. Le banche sono spesso soggette ad inondazioni. Sulla riva destra, la geografia del fiume Loira presenta numerose isole: Isola aux Mignons, Isola Drugeon, sola Ruesche e Isola au Than, situate proprio di fronte al castello. I terreni che vi si trovano sono molto fertili e adatti alle colture. A sud del fiume, un altopiano calcareo del Cretaceo domina la Loira ad un'altitudine media di 70 metri sul livello del mare. Viene utilizzato principalmente per la viticoltura. Questo altopiano è composto da tufo turoniano, rinomato per le sue qualità architettoniche. La valle dell’Arceau, perpendicolare alla Loira, attraversa questo massiccio calcareo all'altezza di Montsoreau. A sud, più a monte, il suo spartiacque forma il bacino di Fontevraud-l'Abbaye.

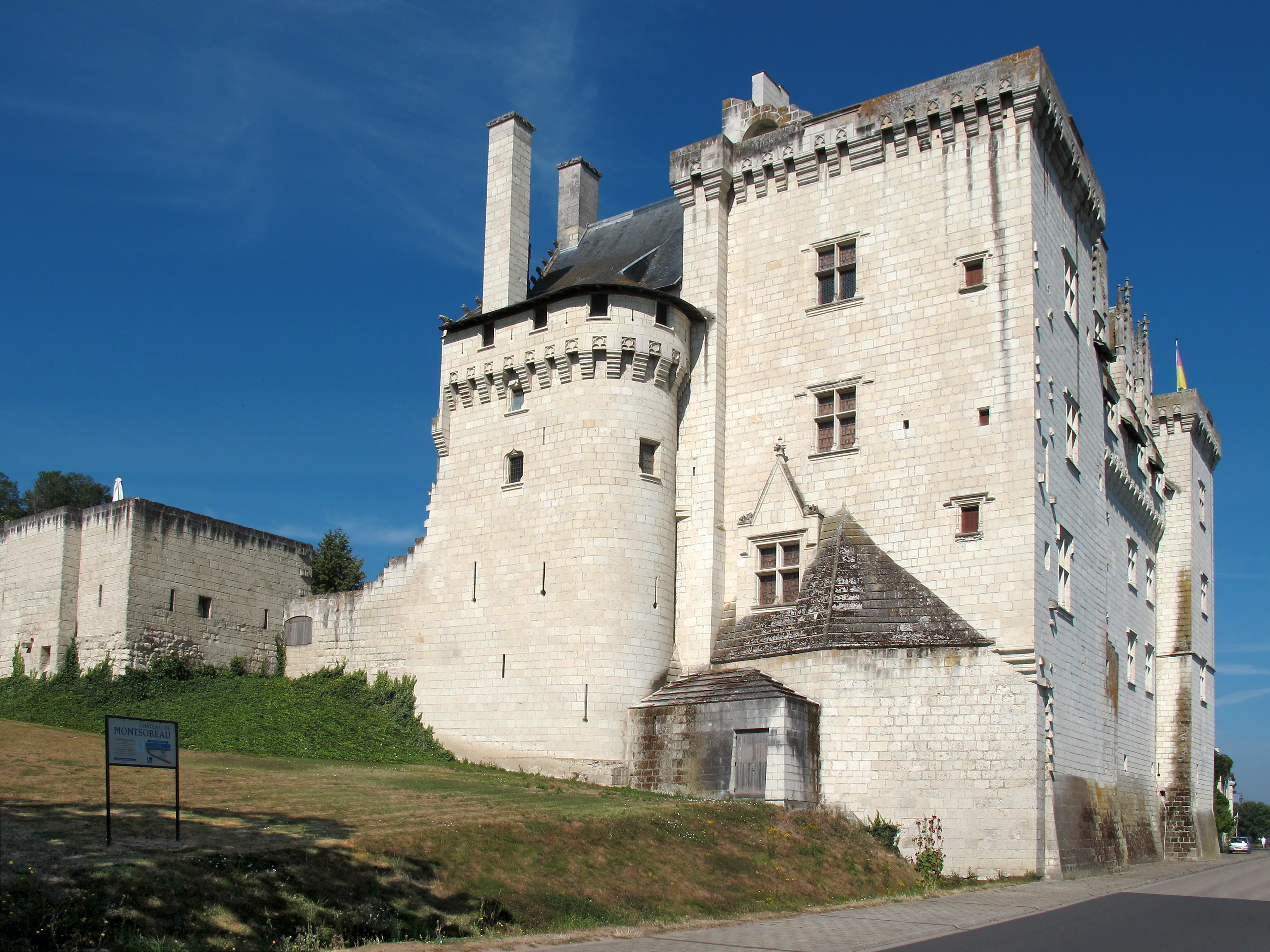
La facciata est. La porta di Angiò

Storicamente, il castello di Montsoreau si trova all'incrocio di tre regioni: Angiò, Poitou e Turenna. Amministrativamente, il castello si trova nella regione dei Paesi della Loira, nel dipartimento del Maine-e-Loira, vicino alle regioni amministrative del Centro-Valle della Loira e della Nuova Aquitania, nonché ai dipartimenti di Vienne e Indre-e-Loira. In autostrada, il Castello di Montsoreau si trova a 293km dal punto zero delle strade di Francia, a Parigi. Le stazioni ferroviarie più vicine sono quelle di Port-Boulet (11km) e Saumur (17km). Diversi aeroporti permettono di raggiungere Montsoreau: Angers-Loira (59km), Tours Valle-della-Loira (74km), Poitiers-Biard (80km) e Nantes Atlantico (159km).

## Storia

### Edifici anteriori al castello
L'esistenza di un luogo chiamato "La Motte", leggermente arretrato rispetto alla collina, potrebbe evocare il ricordo di una fortificazione che proteggeva il basso castello. Tuttavia, questa ipotesi non è supportata da alcuna traccia sul terreno, anche se va notato che i campi circostanti mostrano una dispersione di frammenti di tegole su una vasta area. Più in generale, la presenza di mobili gallo-romani sul sito testimonia l'esistenza di un sito antico, indubbiamente importante ma ancora poco conosciuto. Lo scavo del terrapieno a sud del castello ha restituito, tra l'altro, un fusto di colonna scanalata proveniente probabilmente da un tempio o da un edificio pubblico dell'antichità. Alcune ipotesi archeologiche possono essere avanzate sull'edificio che ha preceduto la fortezza costruita da Oddone I di Blois nel 990: la presenza di un edificio chiamato Villa di Rest-sous-Montsoreau è attestata nel 541 come proprietà di Hardearde, vicario di Innocenzo, vescovo di Le Mans. Nell'VIII e IX secolo, questa Villa di Rest-sous-Montsoreau apparteneva ai canoni di San-Martino-di-Tours. Nell'832, l'imperatore Ludovico il Pio, figlio di Carlo Magno, poi in Aquitania durante l'inverno di San-Martino, si rifugiò in Francia, al «Castello di Rest», per sfuggire ai rigori dell'inverno. Il 5 gennaio 844 o 855, Carlo II il Calvo confermò, in una carta, ai monaci di San-Martino-di-Tours il possesso della villa di Rest-sous-Montsoreau.

### Medioevo

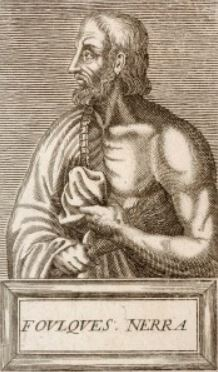
Folco il Nero fa di Montsoreau una delle principali roccaforti d'Angiò.

Il nome Castello di Montsoreau rimane soprattutto legato al Monte Soreau su cui è costruito. In effetti, il Monte Soreau conobbe tre edifici nei duemila anni della sua occupazione. Del primo edificio non si sa nulla, tranne una colonna scanalata trovata nel fossato durante i restauri del XX secolo. Il Monte Soreau fu poi fortificato da Oddone I Conte di Blois e poco dopo passò sotto la corona angioina di Folco il Nero. Questa fortezza fu teatro di epiche battaglie tra i Conti d'Angiò e i Conti di Blois in prima istanza, e il Re d'Inghilterra e il Re di Francia in seconda istanza. L'ultimo edificio è ancora in funzione nel XXI secolo e anche se è uno dei primissimi edifici rinascimentali in Francia, è comunque legato allo zelo del suo proprietario durante l'esecuzione del massacro della San Bartolomeo di Angiò.

#### Conti d'Angiò e conti di Blois
La prima menzione scritta che attesta l'occupazione del sito da parte della tenuta di Restis risale al VI secolo. Fu trasformata in una roccaforte intorno al 990 dal conte di Blois Oddone I, poi passò sotto il dominio angioino poco prima del 1001. Il conte Folco il Nero affidò la guardia al cavaliere Gualtieri di Montsoreau, che apparteneva a una delle più prestigiose famiglie d'Angiò. Così, il castrum Monsorelli fa parte della quarantina di roccaforti d'Angiò ed è uno dei pochi siti che già nelle prime ore dell'anno Mille aveva lo statuto di signoria castellana. Un agglomerato si sviluppa rapidamente intorno al castello. Nella narratio de commendatione Turonice provincie curata da Salmon nel 1854, il Mons Sorelli viene citato come uno degli oppidis munitissimi e popuilosi, per la seconda metà dell'XI secolo (dopo il 1050). Un luogo è attestato nelle fonti scritte a partire dall'XI secolo.

#### Abbazia di Fontevrault

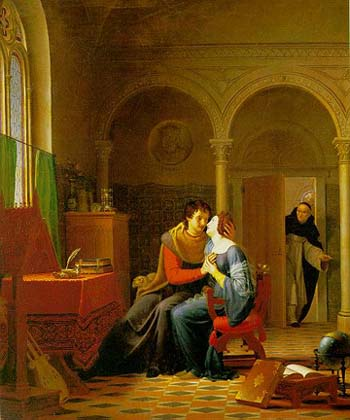
Eloisa, intellettuale del Medioevo, moglie di Pietro Abelardo e prima badessa del Paraclito, si dice sia la figlia nata dalla scandalosa unione di Hersende di Champagne, Signora di Montsoreau con il senesciallo di Francia Gilberto di Garlande.

All'epoca dell'insediamento della comunità fontevrista nel 1101, l'abbazia di Fontevrault dipendeva da Gualtieri I di Montsoreau, vassallo diretto del conte di Angiò. La suocera di Gualtieri, Hersende di Champagne, è stata la prima grande priore durante la vita di Roberto d'Arbrissel.

#### Enrico II, re d'Inghilterra
Nel 1150, Enrico II fu nominato duca di Normandia all'età di 17 anni e un anno dopo, nel 1151, ereditò la contea d'Angiò alla morte del padre Goffredo V d'Angiò. Nel 1152, Enrico II sposò la duchessa Eleonora d'Aquitania, divorziata otto settimane prima dal re di Francia Luigi VII, un matrimonio che contravveniva a tutti i costumi feudali. Questo matrimonio, oltre all'affronto e alla sfiducia che rappresentava nei confronti di Luigi VII, creò un profondo risentimento tra il re di Francia. Così, durante la rivolta organizzata da Goffredo VI nel 1152 contro il fratello per i suoi possedimenti ad Angiò, Goffredo VI trovò un alleato d'elezione con Luigi VII. Questa rivolta si concluse con l'assedio e la cattura della fortezza di Montsoreau, costringendo Goffredo a capitolare quando i suoi principali alleati si erano già arresi e Luigi VII si era ammalato. Enrico II rimase conte d'Angiò, ma le fortezze di Chinon, Mirebeau, Loudun e Montsoreau furono restituite a Goffredo nel 1154, anche se una disposizione del testamento di suo padre stabiliva che la contea d'Angiò sarebbe tornata a Gofredo se Enrico fosse diventato re d'Inghilterra. Il legittimo proprietario di Angiò, Normandia e Aquitania in virtù della sua alleanza con Eleonora, Enrico II partì alla riconquista dell'Inghilterra, allora occupata da Stefano di Blois, cugino di sua madre Matilde d'Inghilterra, figlia del re d'Inghilterra Enrico I. Nel 1153 firmò il trattato di Wallingford con il re Stefano, dandogli in eredità l'Inghilterra, e alla sua morte, nel 1154, Enrico II divenne re d'Inghilterra. Nel 1156, Goffredo organizzò una seconda rivolta contro il fratello, che portò ancora una volta alla cattura di Montsoreau alla fine di agosto del 1156, nonostante la cura posta nella sua fortificazione. Goffredo e Guglielmo di Montsoreau sono stati fatti prigionieri. Goffredo riconquistò Loudun e Guglielmo di Montsoreau quello del suo feudo un po' più tardi, tuttavia Enrico II tenne Montsoreau per suo uso personale, apparentemente fino alla sua morte. Intorno al 1168, Enrico II ordinò la costruzione del primo argine della Loira tra Langeais e Saint-Martin-de-la-Place su oltre 45 km per proteggere la valle. Questo ordine del Re d'Inghilterra è stato firmato da Guglielmo di Montsoreau e da suo figlio Guglielmo. Nel 1171, quest'ultimo concesse ai monaci di Turpenay il diritto di costruire case libere da ogni diritto d'autore all'interno del recinto del castrum.

#### I Savary de Montbazon
Con Gualtieri, suo figlio maggiore, non avendo figli maschi, la signoria passò alla famiglia Savary di Montbazon, in seguito al matrimonio della figlia Ferrie con Pietro II Savary, signore di Montbazon nel 1213. La famiglia Savary di Montbazon possiede la terra di Montbazon da una donazione fatta da Filippo Augusto, una donazione del re che li obbliga a mettere questa terra nelle sue mani ogni volta che ne fa richiesta e proibisce loro di fortificarla senza il suo consenso. Dopo la sua vittoria a Bouvines, Filippo Augusto lo scelse nel 1214, insieme a Guido Turpin, arcidiacono di Tours, per fare pace con il re d'Inghilterra Giovanni senza terra.

#### I Visconti di Chateaudun e la famiglia Chabot
La seconda casa di Montsoreau si estinse nel 1362, quando l'unica figlia di Rinaldo VII sposò Guglielmo II di Craon. La famiglia di Craon (i visconti di Chateaudun) ha conservato la signoria fino al 1398. La quarta casa, quella degli Chabot, durò poi solo pochi decenni. Nel 1450, per saldare vari debiti, Luigi II Chabot vendette i suoi possedimenti di Montsoreau e della Coutancière al cognato, Giovanni II di Chambes, che aveva già intrapreso tra il 1443 e il 1453 la costruzione dell'attuale castello di Montsoreau. Discendente di un'antica famiglia nobile dell’Angoumois, Giovanni II di Chambes entrò al servizio di Carlo VII nel 1426 in quanto scudiero, due anni prima del famoso incontro tra Carlo VII e Giovanna d'Arco al castello di Chinon. Panettiere nel 1438, consigliere e poi ciambellano, divenne nel 1444 «primo maggiordomo» del re, in quel periodo si unì a Giacomo Coeur. Dopo la disgrazia di quest'ultimo nel 1453, Giovanni II de Chambes ricevette una considerevole somma di denaro che il finanziere gli doveva. Carlo VII gli affidò diverse delicate missioni diplomatiche e lo inviò come ambasciatore presso la Repubblica di Venezia nel 1459 per preparare una nuova crociata a Roma e in Turchia. Le sue signorie di Montsoreau e di Argenton, ma anche le sue varie cariche - fu in seguito governatore di La Rochelle e anche capitano-castellano e vicario di Niort, Talmont-sur-Gironde e Aigues-Mortes - gli assicurarono un reddito considerevole.

### Età moderna
Dal 1450 al 1460, Giovanni II de Chambes svolse sempre più un ruolo di ambasciatore; fu spesso chiamato a rimanere fuori da Angiò, mentre il suo castello era in costruzione ; questi dieci anni rappresentarono un notevole aumento della sua influenza politica e finanziaria grazie alla sua vicinanza a Carlo VII. Meno vicino al suo successore Luigi XI, Giovanni II di Chambes si ritirò gradualmente dalla vita politica a partire dal 1461. Giovanni III successe a suo padre, morto nel 1473, e sposò Maria di Châteaubriant, che fondò nel 1519 la collegiata di Santa-Croce dall'altra parte del fossato che circonda il castello. Nel 1505, Anna di Bretagna e sua figlia Claudia di Francia soggiornarono per un mese al castello di Montsoreau prima di scendere la Loira verso la Bretagna. In seguito, Claudia di Francia si fidanzò con Carlo di Lussemburgo per facilitare la conduzione della terza guerra italiana rafforzando l'alleanza spagnola. Luigi XII fece annullare il fidanzamento nel 1505 e ordinò il suo matrimonio con Francesco di Valois-Angoulême, il futuro Francesco I.

#### Il massacro di San Bartolomeo

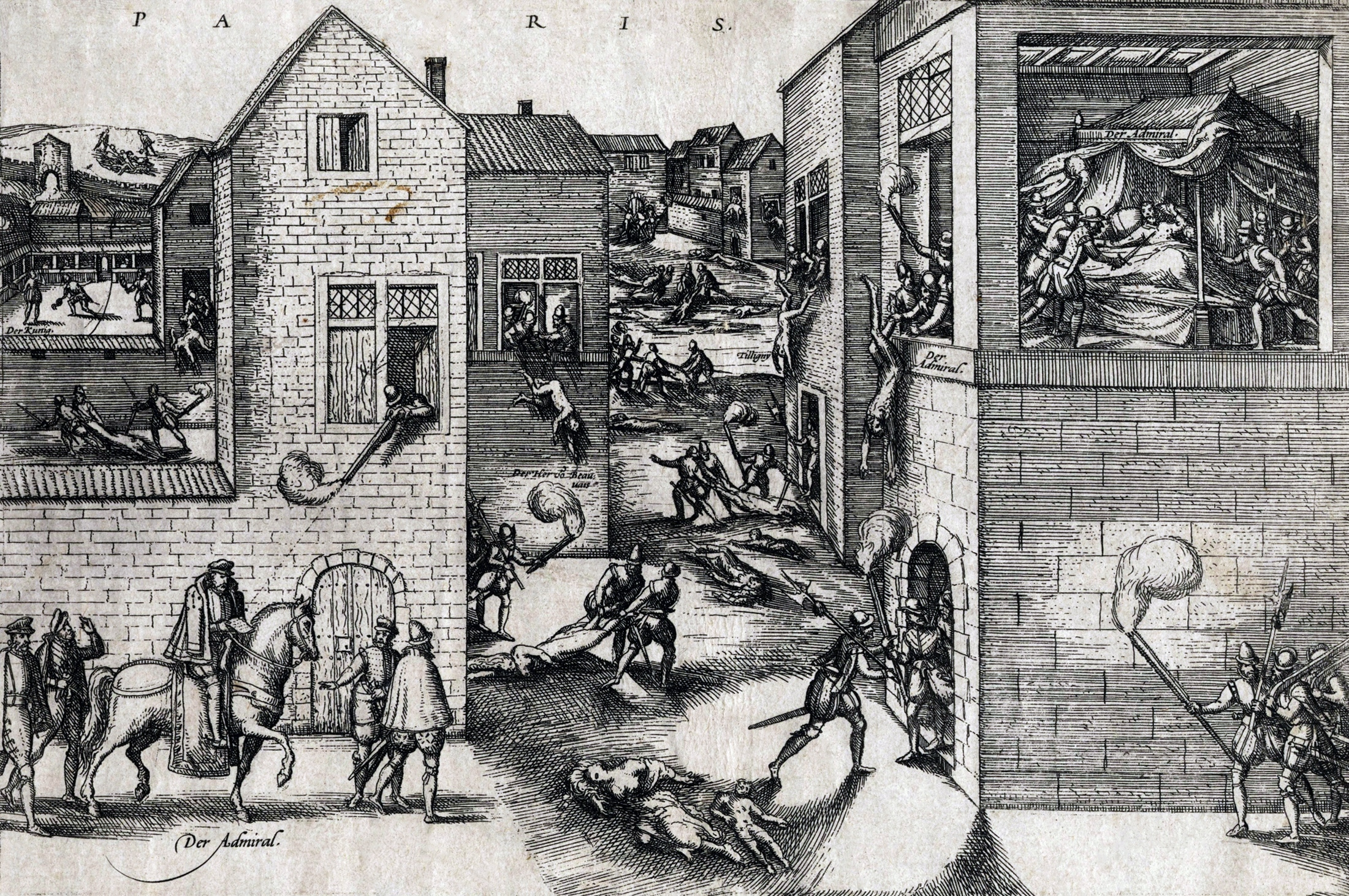
Giovanni IV di Chambes è l'esecutore della San Bartolomeo angioina.

Giovanni IV di Chambes è l'esecutore della San Bartolomeo angioina. Nel 1530, Filippo di Chambes, che viveva a Montsoreau, sposò Anna di Laval-Montmorency. Il figlio maggiore, Giovanni IV di Chambes, eredita Montsoreau e il dominio della Coutancière che diventa una baronia nel 1560. Montsoreau viene saccheggiata dai protestanti nel 1568. La collegiata Santa Croce e le fortificazioni della città vengono distrutte. Il 22 agosto 1572 l'attentato a Gaspard di Coligny fu l'evento che scatenò il massacro dei protestanti a Parigi che avvenne due giorni dopo, nel giorno di San Bartolomeo. Questo massacro durò diversi giorni per poi estendersi a più di venti città di provincia. Giovanni IV di Chambes organizzò con zelo la «San Bartolomeo» a Saumur e a Angers i 28 e 29 agosto, nonostante il divieto disposto dal re Carlo IX nel 28 agosto. La baronia di Montsoreau fu istituita come contea con lettere brevettate del 1573 e del 1575. Dopo la morte di Giovanni IV de Chambes, avvenuta nel 1575, il fratello Carlo di Chambes divenne conte di Montsoreau e sposò l'anno successivo Francesca di Maridor, il cui nome rimane legato all'assassinio di Louis de Bussy di Amboise.

#### Contrabbando di sale e denaro falso

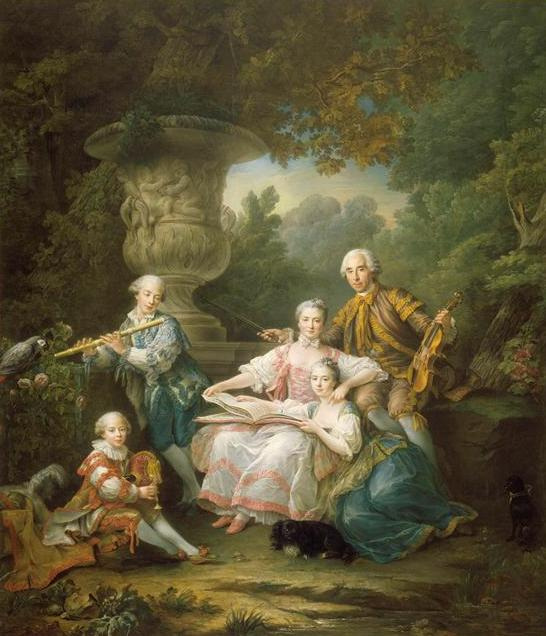
Luigi II du Bouchet de Sourches (1711-1788), marchese di Sourches, conte di Montsoreau, Gran Provinciale del Regno di Francia, dipinto da François-Hubert Drouais.

Una guarnigione di cinquanta e poi venti soldati risiedeva nel castello nell'ultimo decennio del XVI secolo. Tuttavia, non esiste più sotto il regno di Luigi XIII: René de Chambes chiese una guarnigione di truppe reali, ma Richelieu rifiutò. Secondo Tallement de Réaux nelle sue Storiette, Renato di Chambes sarebbe stato condannato come falsario per l'accusa di una delle sue amanti. È condannato a morte e deve fuggire in Inghilterra da dove non tornerà più. Dopo la morte del suo successore Bernardo di Chambes, il castello di Montsoreau è occupato solo raramente dai suoi vari proprietari.

#### Bouchet de Sourches
Catherine de Chambes, la figlia maggiore di Bernardo di Chambes, sposò Luigi-Francesco I del Bouchet, morto nel 1716, lasciando 400.000 sterline di debiti. Il figlio maggiore, Luigi I del Bouchet, sposò Jeanne de Pocholle du Hamel che gli portò 200.000 sterline di dote. Nel 1793 il castello di Montsoreau è stato dichiarato proprietà nazionale.

### Età contemporanea
La vedova di Luigi-Francesco II del Bouchet de Sourches, marchese di Tourzel, vendette il castello nel 1804. In seguito alla vendita della proprietà, l'edificio è stato occupato da 19 proprietari che hanno ristrutturato il sito. Lo stato esterno dell'edificio principale è in parte noto grazie a varie rappresentazioni e descrizioni effettuate nella seconda metà del XIX secolo, che mostrano lo stato fatiscente dell'edificio. Nel 1910 il castello si trovava in pessimo stato, cosa che preoccupava i membri della Società Archeologica Francese. Grazie alla combattività del senatore de Geoffre, che ha sensibilizzato il Consiglio generale, il Dipartimento del Maine-e-Loira acquistò gradualmente le varie proprietà a partire dal 1913 e i lavori di restauro, iniziati nel 1923, continuarono senza interruzioni fino alla seconda guerra mondiale.

#### Restauri del XX secolo
Nel 1919, lo Stato e il Consiglio generale del Maine-e-Loira, sotto l'impulso di Giovanni di Geoffre di Chabrignac, lanciano una grande campagna per restaurare il castello di Montsoreau allora in rovina. La prima fase consisté nel proteggere l’edificio dalle acque piovane con l'aiuto di coperture temporanee. Danneggiate le travi modanate del XV secolo, Jean Hardion, architetto capo dei monumenti storici, decise di incorporare cemento armato nel legno originale. Le nuove parti in cemento vennero dipinte per creare l'illusione del legno da un artigiano angioino di nome Leboucher. La cornice originale in legno di castagno viene consolidata e completata. Il lavoro si interrompe durante la e riprese alla fine del conflitto.
| Data        | Restauri |
| ----------- | --- |
| 1923 - 1928 | I primi consolidamenti e la protezione dell'edificio dalle acque vengono effettuati dall'architetto capo J. Hardion e da Bricard, architetto del dipartimento di Maine-e-Loira.                                         |
| 1923        | Riparazione dell'attico centrale e dei lucernari. |
| 1924        | Consolidamento delle volte della parte occidentale; consolidamento mediante la posa di travi in calcestruzzo nell'asse trasversale del corpo centrale del castello.                                                     |
| 1925        | Riparazione della copertura della parte orientale; consolidamento del frontone sud e dei ceppi del camino. |
| 1926        | Restauro della torre di scala rinascimentale. |
| 1927 - 1928 | Completamento del restauro della struttura del tetto e della copertura dell'edificio centrale e del suo piano superiore in travi e soletta in cemento armato.                                                           |
| 1929 - 1931 | Restauro della falegnameria esterna; restauro del pavimento dell'ultimo piano del padiglione ovest con travi e soletta in calcestruzzo.                                                                                 |
| 1933 - 1934 | Creazione di un accesso sul lato est sotto la direzione dell'architetto capo M. Lotte; demolizione delle costruzioni parassitarie del XIX secolo nel cortile principale.                                                |
| 1935        | Sistemazione dei locali al piano terra del castello e parziale restituzione del pavimento al 1º piano. |
| 1936        | Consolidamento del ponte di accesso al castello sul lato ovest (accesso Piazza delle diligenze). |
| 1937        | Completamento del restauro della torretta della scala occidentale nota come Scala Medievale. |
| 1939        | Copertura temporanea del padiglione est; restauro delle mura del castello. |
| 1948 - 1949 | Riparazioni puntuali a cura dell'architetto capo B. Vitry. |
| 1951 - 1954 | Impermeabilizzazione delle terrazze dei due padiglioni, regolazione della muratura. |
| 1955 - 1956 | Installazione del museo dei Goums marocchini nelle sale del castello. |
| 1957 - 1964 | Riparazione dei telai e dei tetti della scala ovest; restauro della muratura della latrina; consolidamento esterno e sostegno ad ovest; la scala in legno che porta ad est è ricostruita in pietra.                     |
| 1993        | Installazione di un parcheggio sulle rive della Loira e trattamento del conglomerato bituminoso a livello del molo Alexandre-Dumas da parte dei servizi stradali del dipartimento.                                      |
| 1994        | Rapporto di studio archeologico di Dominique Prigent del Servizio dipartimentale dell'Archeologia. Studio preventivo al restauro degli edifici e del muro di incinta dal capo architetto G. Mester di Parajd.           |
| 1994 - 2001 | Lavori di restauro degli edifici e del muro di incinta del castello: consolidamento delle strutture, restituzione delle parti alte. Apertura alla visita 6 luglio 2001 di un percorso di visita suoni e luci intitolato |

### Museo dei goum marocchini e degli affari indigeni del Marocco

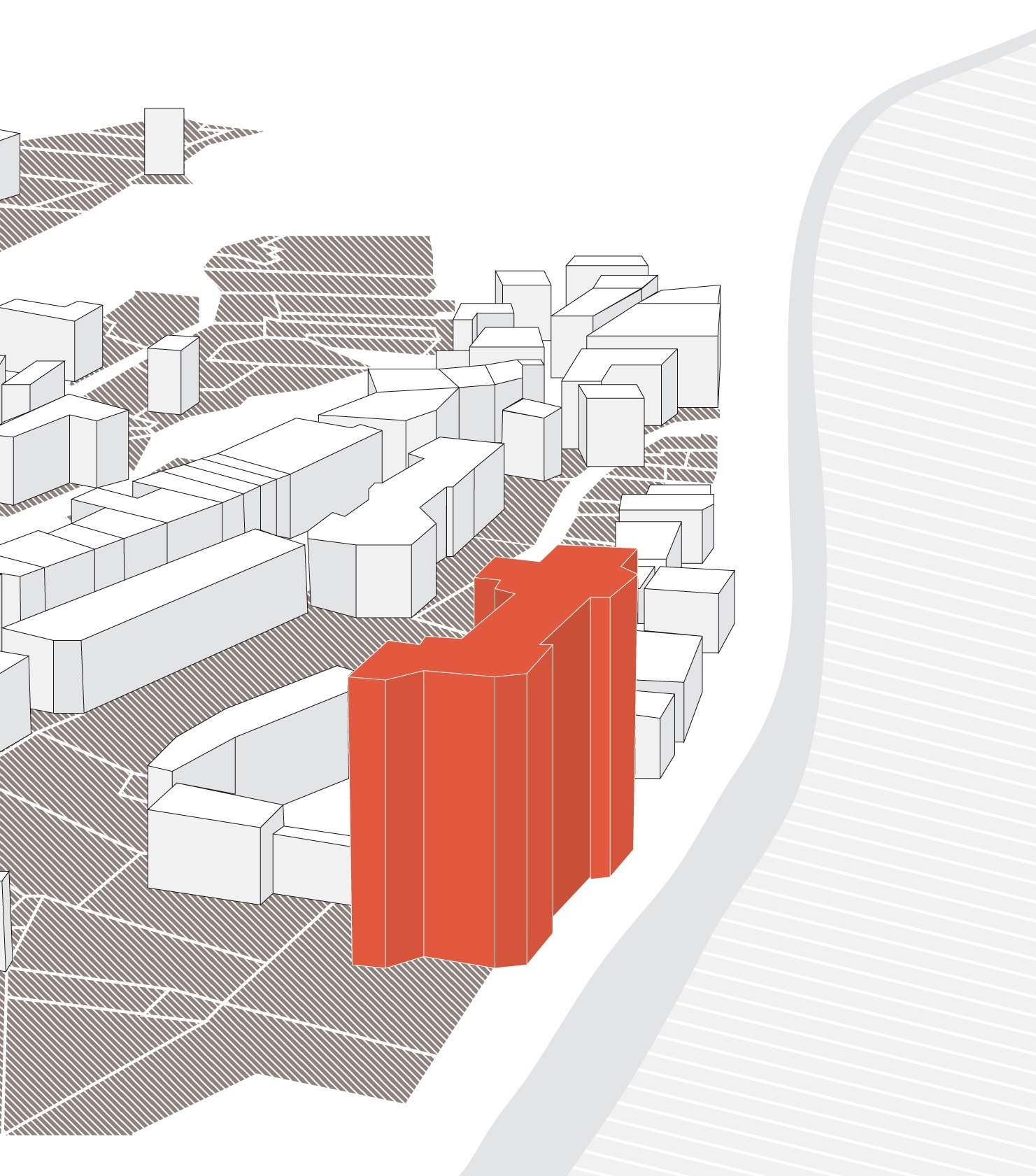
Fondazione del castello di Montsoreau nella città di Montsoreau.

Dal 1956 al 1999, il castello di Montsoreau ospitata il Museo dei goum marocchini e degli affari indigeni del Marocco. Nel 1956, quando il Marocco diventa indipendente e i goum marocchini - unità di fanteria leggera dell'esercito africano composte da truppe marocchine native sotto la supervisione francese - costituiscono il nucleo dell'Esercito reale marocchino, il colonnello Aunis ottiene dal Consiglio generale del Maine e Loira l'autorizzazione ad utilizzare le sale al primo piano del castello di Montsoreau per allestire il Museo dei goum marocchini e degli affari indigeni del Marocco con lo scopo di ricordare questo periodo. Questa autorizzazione è stata ratificata con la firma di un contratto di locazione enfiteutica di 99 anni tra la Koumia (Associazione degli ex goum marocchini e degli affari indigeni del Marocco) e il Consiglio generale del Maine e Loira. L'inaugurazione avvenne nell'agosto 1956 alla presenza del maresciallo Juin e del colonnello Mac Carthy. Terminatosi prematuramente il contratto enfiteutico, il museo chiuse il 1º marzo 1997.

### Museo di arte contemporanea dal 2016

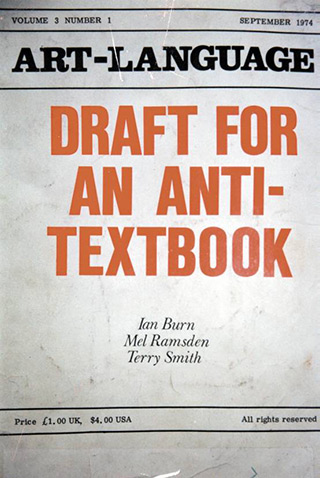
Art and Language, Art-Language The Journal of Conceptual Art, collezione Castello di Montsoreau-Museo di Arte Contemporanea.

Nel gennaio 2016, il Consiglio dipartimentale del Maine-e-Loira ha consegnato il castello a Philippe Méaille tramite un contratto d'affitto enfiteutico di 25 anni. Da aprile 2016, Philippe Méaille vi presenta la sua collezione d'arte contemporanea incentrata su Art & Language. Si tratta della più grande collezione al mondo di opere di Art & Language, collettivo di artisti inglesi, americani e australiani considerati gli inventori dell'arte concettuale. Il museo, denominato Castello di Montsoreau-Museo di arte contemporanea, ha aperto in aprile 2016.
La collezione Philippe Méaille viene regolarmente prestata a musei internazionali e nazionali (Centre Georges-Pompidou a Parigi, MACBA a Barcellona, Guggenheim Museum a Bilbao, Centre de création contemporaine Olivier Debré (CCCOD) a Tours e per mostre tematiche (nel maggio 1968 con Sollevamenti alla Galleria nazionale dello Jeu de Paume a Parigi e Luther und die Avant Garde a Wittenberg).
Nell'anno della sua apertura, il museo ha accolto 35.000 visitatori. Quell'anno ha edicato una mostra temporanea all’artista Agnès Thurnauer e per due volte ha reso omaggio all'artista minimalista François Morellet. Primo omaggio fu la creazione, l'8 aprile 2016, del Premio François Morellet, che ogni anno ricompensa un autore per il suo impegno nell'arte contemporanea. Il premio est remis durante le Giornate nazionali del libro e del vino a Saumur. La prima edizione del Premio François Morellet ricompensò Catherine Millet. Il Castello di Montsoreau – Museo di arte contemporanea rese omaggio a François Morellet una seconda volta installando una delle opere di François Morellet sulla facciata del castello nel dicembre 2016 mentre François Morellet era morto 9 mesi prima, il 10 maggio 2016.

## Architettura

### Struttura generale

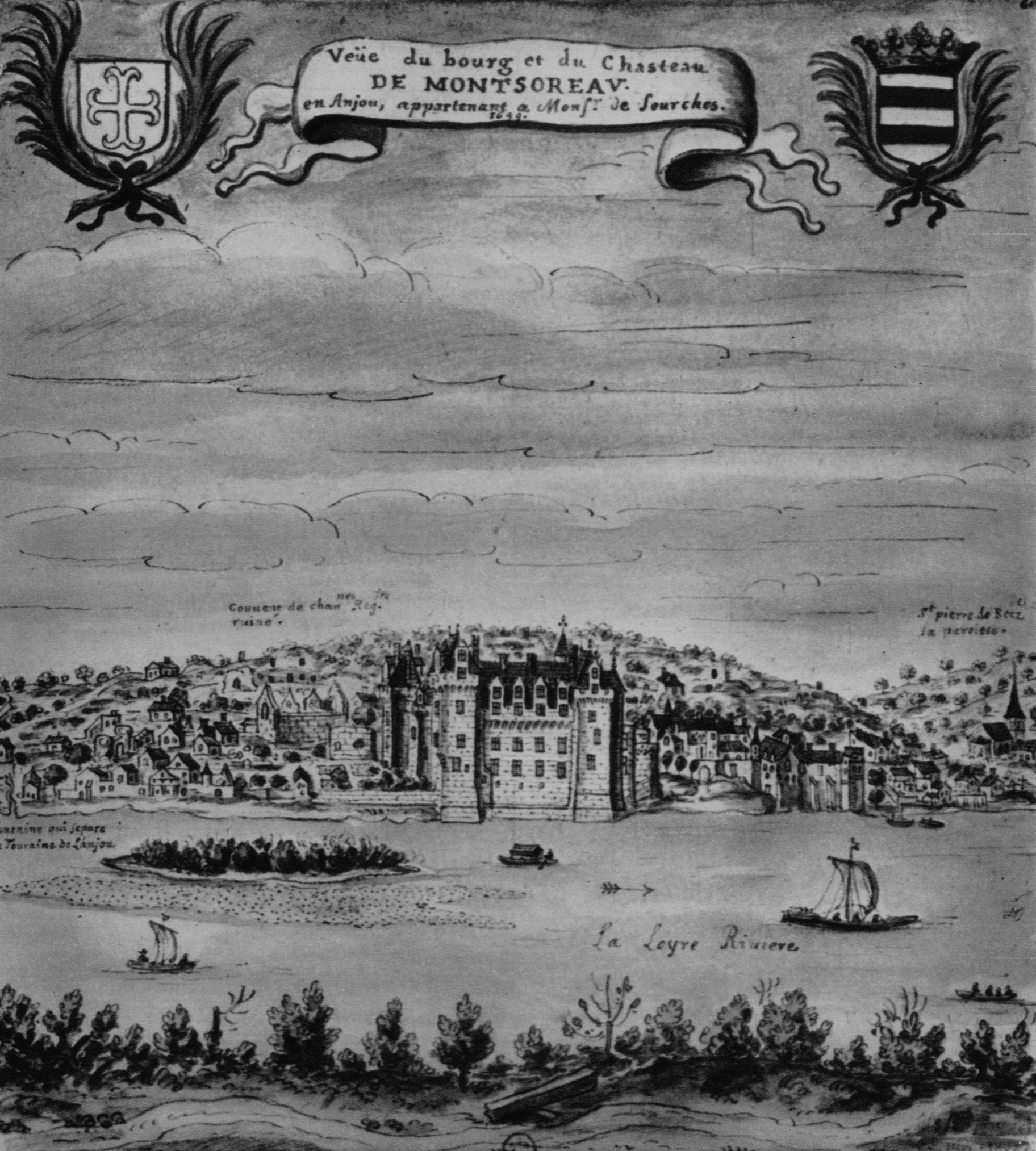
Il castello di Montsoreau nel XVII secolo, inchiostro su carta, collezione Gaignières.

La scala con la quale si entra nel castello termina in un cortile quadrangolare. A nord, sul lato della Loira, sorge l'edificio principale, situato tra due alti padiglioni affiancati, a est e a ovest, da due piccole ali ad angolo retto. A est rimane una torre rettangolare in rovina, impropriamente chiamata mastio, che nel secolo scorso è stata spianata a pochi metri dal livello del suolo. Sul lato opposto, anche il padiglione d'ingresso è stato distrutto per recuperare materiali da costruzione. A sud rimane solo un grande bastione di terra battuta, trafitto da cantine, che ha raddoppiato il muro di cinta. Al di là del fossato si trova la chiesa castrale di San Michele, ora trasformata in abitazione. Il fossato difensivo, largo una ventina di metri e originariamente molto profondo, circonda il castello su tre lati. Durante gli alluvioni veniva periodicamente invaso dalle acque del fiume

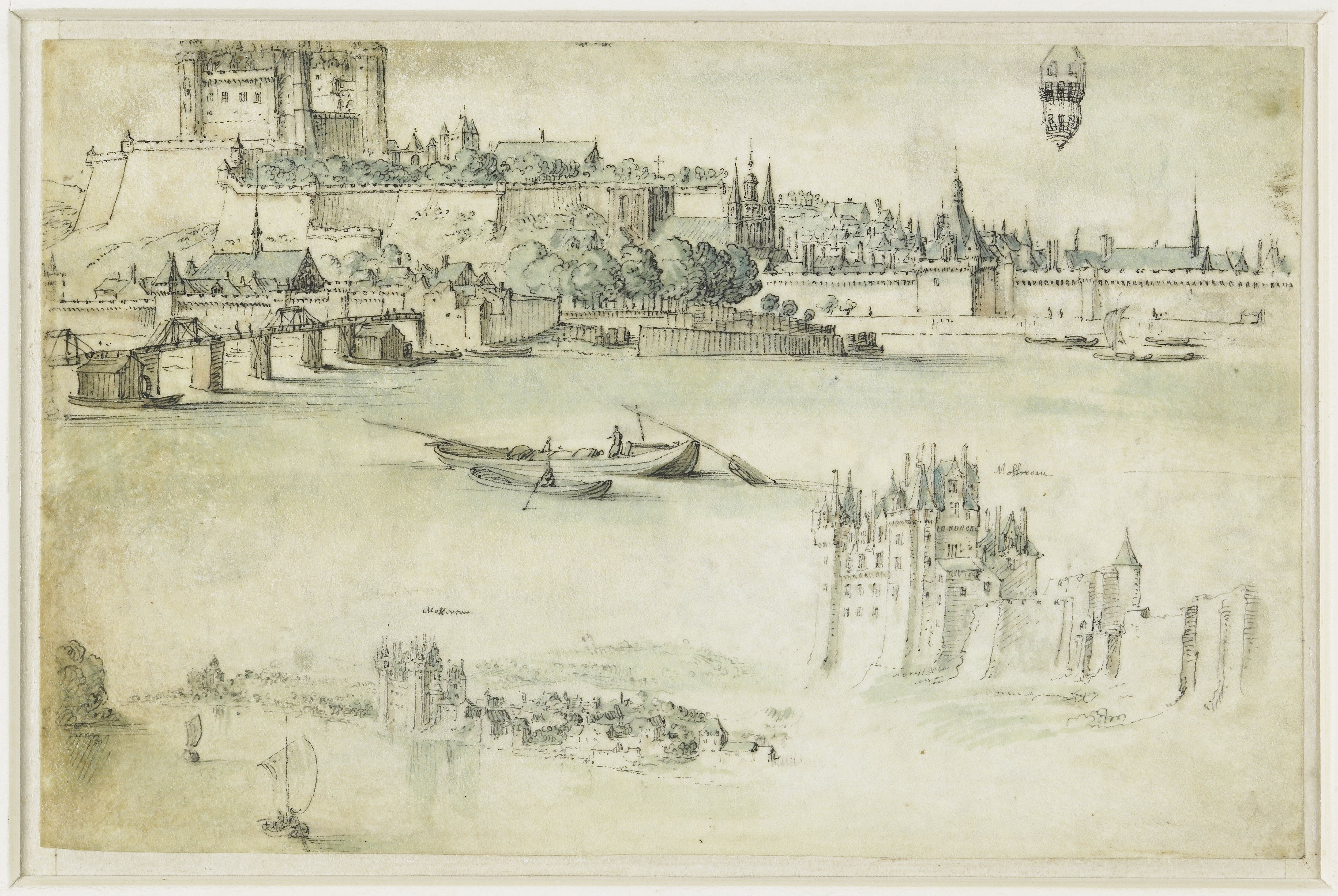
Anonimo, paesaggio della Loira con il castello di Montsoreau e il castello di Saumur, inchiostro su pergamena, circa 1600-1650, collezione Rijkmuseum Amsterdam.

L'intero edificio è costruito in pietra di tufo bianco. Questo calcare morbido e poroso, così comune in Angiò e Turenna, qui è di ottima qualità. È stato estratto da profonde cave sotterranee scavate nella roccia, nelle immediate vicinanze del cantiere, e tagliato in pietre di dimensioni piuttosto modeste, non molto diverse da quelle in uso prima della Guerra dei Cent'anni. I segni lapidari - numeri romani incisi sulla maggior parte delle pareti interne - non corrispondono all'identità degli operai, ma indicano l'altezza precisa delle pietre, a testimonianza di un'organizzazione del cantiere molto elaborata. I tetti sono in ardesia di Angers, come era consuetudine in tutta la valle. La facciata sulla Loira, con i suoi due padiglioni rettangolari leggermente aggettanti e massicci, ha un aspetto severo, anche se questo è chiaramente attenuato dalle grandi bifore e traverse. Ciò che la differenzia dalla facciata del cortile - che è comunque sobria - è l'importanza della parte inferiore del muro, che è semplicemente traforata da piccole aperture; questo infatti riflette un'intenzione architettonica massiccia volta a lasciare un forte segno nel paesaggio. Nessuna materializzazione delle campate sottolinea le linee verticali; d'altra parte, la camminata del parapetto mostra una chiara linea orizzontale. Il sistema difensivo del castello è limitato al profondo fossato, a qualche feritoia e al camminamento a parapetto coronato da caditoie. Questi sono sostenuti da staffe sagomate; il parapetto è decorato con archi a trifoglio di varie forme, che rivelano un'interessante preoccupazione estetica da parte dei costruttori. L'interno dell'edificio ha - ed era già così al momento della costruzione - diversi elementi che riflettono un desiderio di comfort, come le grandi finestre che forniscono una ottima illuminazione delle stanze e sono dotate di sedili (panca di pietra nel vano della porta), o la presenza di 25 caminetti. D'altra parte, i resti di decorazioni dipinte che compaiono su alcune ciminiere sono post-costruzioni - devono risalire al XVI secolo - e sono poche le sculture.
Per quanto riguarda le strutture, le latrine sono state disposte in cubicoli all'angolo dei padiglioni e distribuite dal piano terra al secondo piano. L'evacuazione è stata effettuata direttamente nella Loira, attraverso semplici tubi verticali. L'ala a est è stata costruita più tardi e ha un sistema più elaborato.

### Gli edifici del castello

#### Edifici di servizio

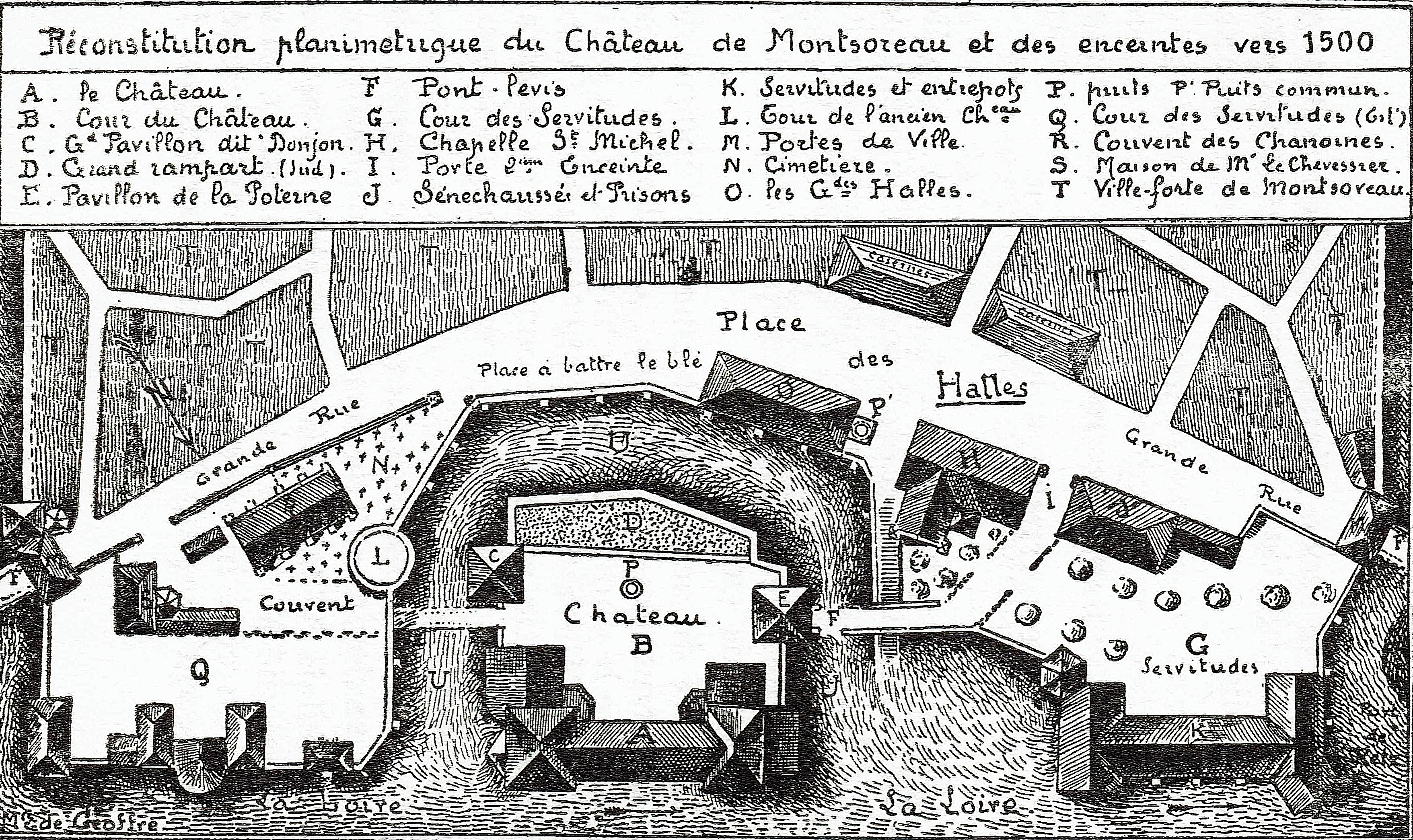
Pianta del castello di Montsoreau e dei suoi dintorni.

##### Portico d'ingresso
Il passaggio coperto all'ingresso del sito castrale, che assomiglia a un portico, corrisponde all'edificio della corte signorile di Montsoreau. Segna l'accesso al cortile del castello.

##### Corte signorile
La corte di giustizia signorile costituisce anche il portico d'ingresso all'intero sito castrale. L'edificio risale alla fine del XV o all'inizio del XVI secolo. Ha elementi notevoli, in particolare la sua facciata in legno riccamente decorata. Infatti, come Giovanna Chabot, signora di Montsoreau, ammise al re René nel 1480, la baronia di Montsoreau ha i «diritti di giustizia trainata, bassa e media » esercitati dagli ufficiali signorili. Probabilmente ha mantenuto il suo uso fino alla fine dell'Antico Regime. Durante la Rivoluzione, quando furono aboliti i diritti di giustizia signorile, l'edificio fu trasformato in abitazioni e negozi. Oggi è un'abitazione privata. Ad ovest collega l'aia alla corte signorile del castello. Nel XVII secolo il ponte levatoio fu sostituito da un ponte di pietra dormiente.

##### Siniscalcato e prigione
L'alloggio del Siniscalco è da associare al tribunale signorile situato a pochi metri di distanza. Il palazzo del Siniscalco fu ristrutturato nel XVIII secolo.

##### Chiesa castrale di Nostra-Dama del Boile
La chiesa castrale e parrocchiale di Nostra-Dama del Boile e poi San-Michele del Boile, nota come cappella San-Michele, fu fondata nel 1219 da Gualtieri di Montsoreau e fu costruita all'incrocio tra l'aia castrale e la piazza del mercato. Il termine  «boile» o «baile» si riferisce al cortile del castello.  Era uno degli elementi principali del complesso castrale dei signori di Montsoreau. Svolgeva la funzione di chiesa della parrocchia del castello, formando un'enclave all'interno della parrocchia di San-Pietro di Rest. I parrocchiani erano la famiglia signorile, gli ufficiali e la servitù. Lo stemma della famiglia de Chambes è visibile sulla chiave di volta della cappella.
Durante il Medioevo e il Rinascimento, la chiesa aveva cinque cappelle:
- una cappella in onore della Maddalena. Fondata da Rinaldo VII Savary di Montbazon e da sua moglie Eustachie d'Anthenaise nel XIV secolo.
- Cappella di San Nicola
- Cappella Les Perrins
- Cappella di San Michele
- Cappella Nostra-Dama del Boile

La chiesa servì anche come luogo di sepoltura e necropoli dinastica tra la fine del XV secolo e l'inizio del XVI secolo per i signori di Montsoreau. Nel 1520, Maria di Châteaubriant, signora di Montsoreau, ne segnalò le sepolture. Tra questi, quelli di Giovanni III de Chambes, Giovanni II de Chambes, Giovanna Chabot. Ha contribuito a far sì che il vecchio villaggio di Rest venisse soppiantato dal villaggio castrale. Con l'arrivo della famiglia di Chambes, la chiesa ha subito importanti trasformazioni, come testimonia il campanile. Dal XVII secolo, la chiesa prese il nome di Chiesa di San-Michele, probabilmente perché Filippo e Carlo di Chambes furono fatti cavalieri dell'Ordine di San-Michele. I canoni del capitolo canonico di Santa Croce occuparono questa chiesa nei secoli XVII e XVIII dopo la distruzione della collegiata di Santa Croce.
Oggi l'edificio è un'abitazione privata.

##### Collegiata di Santa Croce
Durante la sua vita, Giovanni III di Chambes si impegnò a fondare una cappellania laica, ma morì prima di poter completare il suo progetto. La collegiata di Santa Croce fu fondata postumo dalla sua vedova, Maria di Châteaubriant, signora di Montsoreau, il 31 marzo 1520, dove aveva fondato un capitolo composto da un decano e quattro canonici, a ciascuno dei quali aveva attribuito 150 l.t. di reddito. Lo studio della documentazione conservata permette di localizzare la collegiata proprio nel luogo dove oggi sorge la casa al 10 di rue Giovanna d’Arco.
La Collegiata della Santa Croce è utilizzata come luogo di sepoltura dal 1520 e ha un piccolo cimitero annesso. Le vedute del 1636-40 e del 1699 non mostrano un chiostro, ma il nome della casa canonica che fu eretta sulle sue rovine, «Les Cloistres » potrebbe far pensare che ce ne fosse uno. Dopo alcuni decenni, la collegiata fu saccheggiata e rovinata durante le guerre di religione. Nel 1568 le truppe protestanti comandate dal conte di Montgommery saccheggiarono e rovinarono la chiesa. Ulteriori danni potrebbero essersi verificati nel 1587 quando Enrico di Navarra, il futuro Enrico IV, passò più volte Montsoreau prima e dopo la sua vittoria a Coutras.  Durante la Rivoluzione Francese, la proprietà e i suoi annessi furono sequestrati e venduti come proprietà nazionale l'11 novembre 1790. Il cimitero è annesso alla Collegiata di Santa Croce nel 1520.

##### Bassa-corte
Al di là del fossato si trovava l'aia, divisa in due parti precedentemente circondate da muri. A ovest il cortile è collegato al castello da un ponte levatoio.

##### Porto del castello

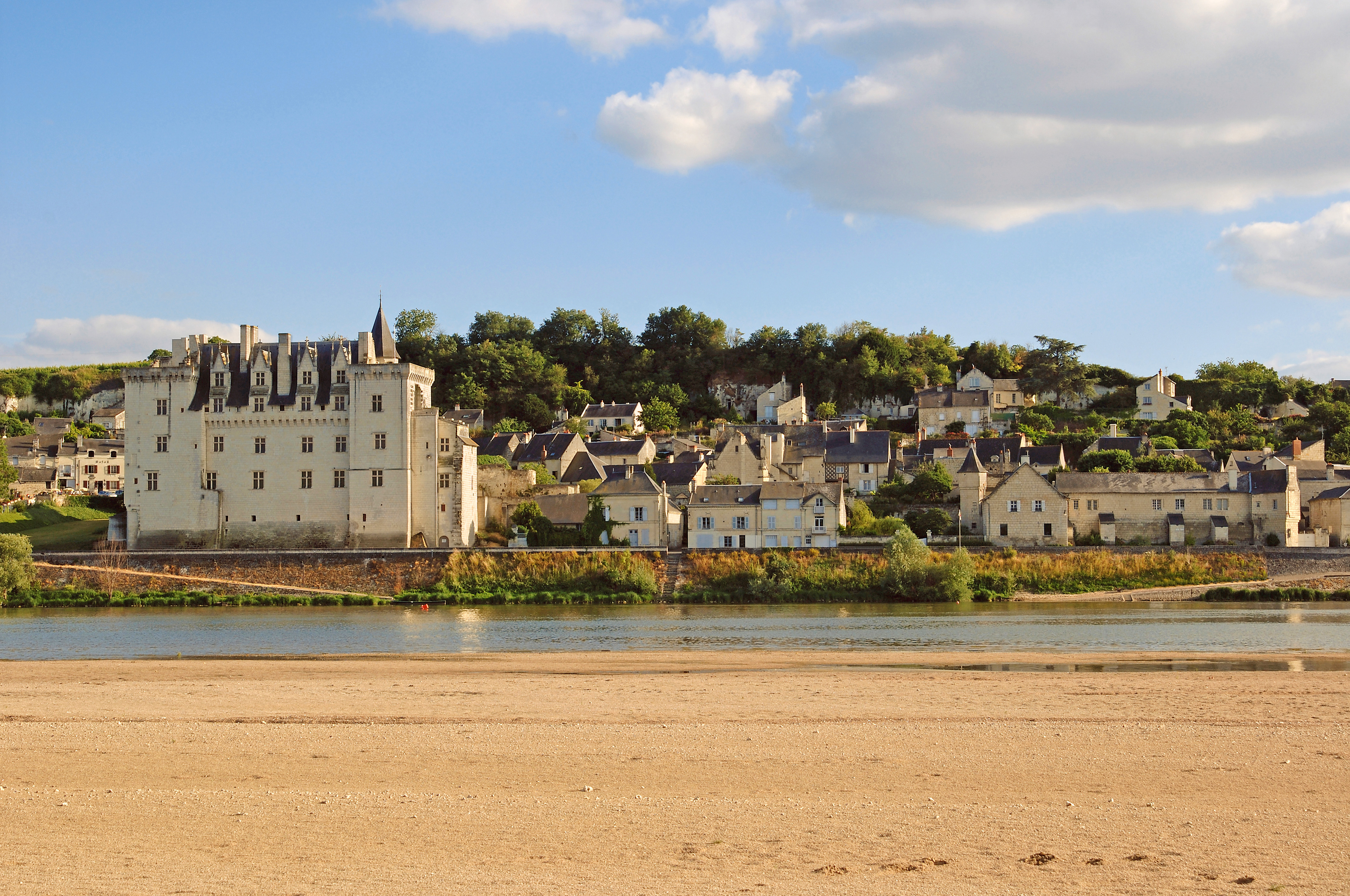
Porto del castello di Montsoreau ricostruito nel XIX secolo.

Il porto del castello di Montsoreau è un porto importante nel Rinascimento, con una grande attività legata al pedaggio della Loira che prevaleva al castello. Nel 1493 una decisione del Parlamento regolò i diritti che dovevano essere raccolti a Montsoreau. Nel 2017 il porto è stato riaperto alla navigazione sotto l'impulso di Philippe Méaille, l'attuale proprietario del castello. Sono state allestite navette fluviali da Saumur. Lasciano i turisti direttamente ai piedi del castello.

##### Alloggi e aree comuni
Questi edifici della seconda metà del XV secolo sono gli elementi principali dell'aia del castello. Essi formano un insieme coerente di annessi destinati all'alloggio e al deposito: magazzino, granaio del sale, stalle, alloggi, struttura collegata al casello della Loira. Una parte di questi annessi ospita ora la scuola pubblica di Montsoreau.

##### Gloriette

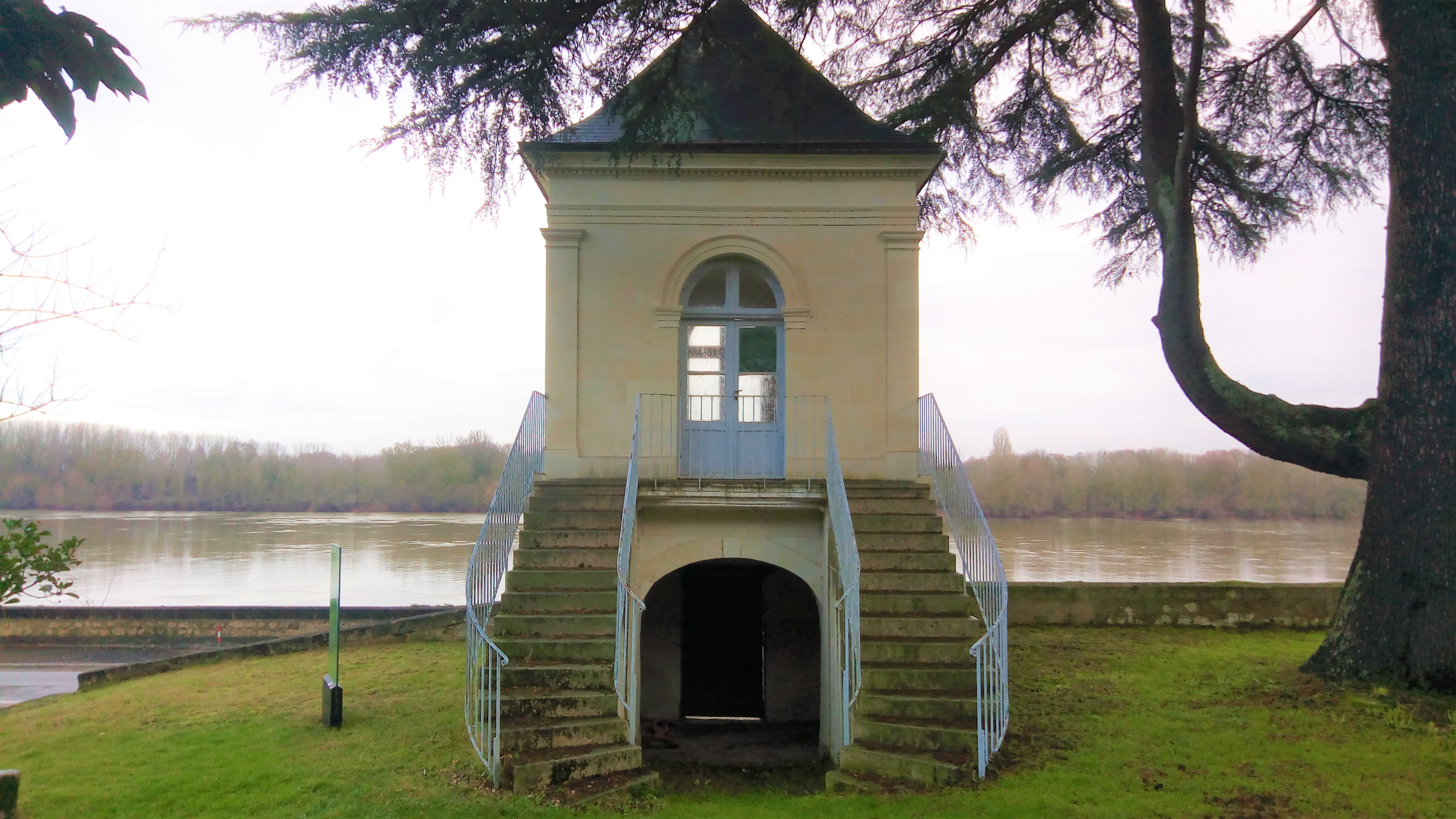
Glorietta del castello di Montsoreau che si affaccia sulle rive della Loira.

Costruita nel XVIII o XIX secolo, questa glorietta sulle rive della Loira è una testimonianza del periodo neoclassico, che vide la costruzione di templi nell'antichità spesso dedicati alle muse, Venere o Apollo, nella corrente del romanticismo e della poesia elegiaca che ne deriva. A volte servono anche come belvedere per ammirare la bellezza della natura, come qui dove la glorietta si affaccia sulla Loira. Questo padiglione è stato decorato con una carta da parati panoramica prodotta nel 1853 dalla fabbrica Pignet, che rappresentava Roma, Parigi e Londra, per far dialogare il fiume Loira con la Senna, al Tevere e al Tamigi.

##### I giardini e orto

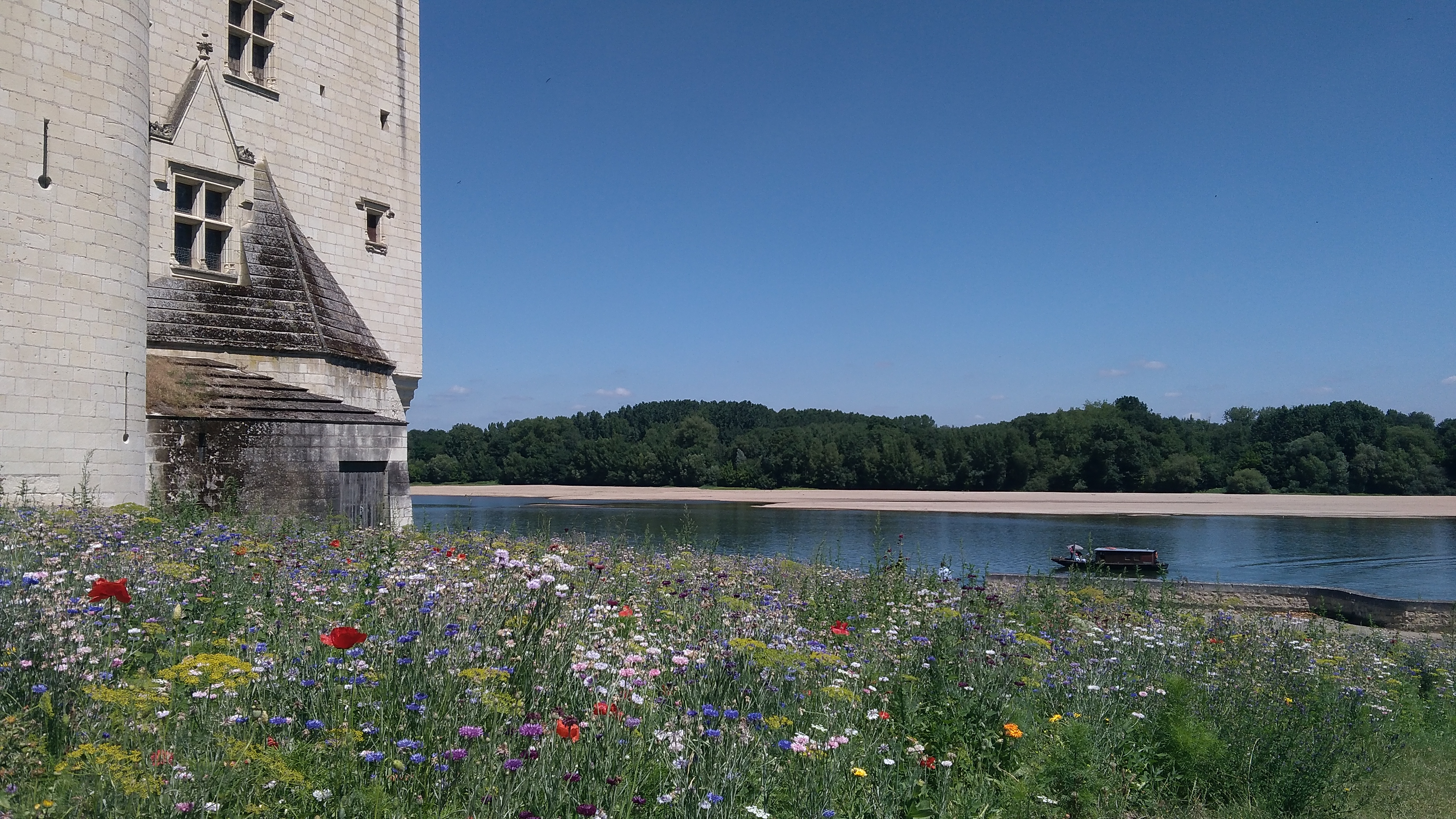
Giardini selvaggi installati nel 2017 in omaggio a Miriam Louisa Rothschild.

Giardini selvaggi installati nel 2017 in omaggio a Miriam Louisa Rothschild. Nel XV secolo, vicino alle cucine del castello si trovava un vasto orto che forniva verdure ed erbe aromatiche. Il fossato difensivo che oggi corrisponde ai giardini, era largo circa 20 metri e circondava il castello su tre lati. Nel 1450 il fossato era più profondo di quello che vediamo oggi. A secondo delle stagioni, il fossato era sia asciutto sia in acqua quando la Loira è stata allagata.

##### Cantine
Nella parte meridionale del fossato si trova una profonda cantina coperta da una doppia volta a botte. Doveva essere usato come magazzino. Questa cantina è probabilmente da associare al pedaggio che i signori di Montsoreau riscuotevano fino al 1631.

### Economia della pietra e del piombo
Il Servizio Archeologico Dipartimentale del Maine-e-Loira stima che 92.000 conci siano stati utilizzati per costruire le mura dell'edificio principale. Se aggiungiamo i conci delle volte e le pietre di tufo del pavimento, la stima raggiunge i 105.070 blocchi. L'edificio principale ha un totale di 2.576 m3 di tufo per i rivestimenti, 157 m3 per le volte e 72,5 m3 per la pavimentazione. La costruzione dell'abitazione ha richiesto 5.223 m3 di tufo, di cui 2.805 m3 sotto forma di pietra lavorata e 2.418 m3 sotto forma di macerie, pari a 7.573 tonnellate di pietra. Il volume totale delle pietre estratte rappresenta 8.000 m3 , ovvero circa 15 anni di attività per un cavatore.
Il piombo è stato utilizzato per creste, grondaie, pennelli e vetrate. Tra il tetto del volume centrale, i padiglioni delle torri e i dormitori, l'edificio principale ha un totale di 300 metri lineari di creste, valli e articolazioni dell'anca. Sono stati utilizzati 400 quintali (19,58 tonnellate) di piombo, che hanno permesso di produrre tra 350 m2 e 450 m2 di tavole di piombo di 4-5 mm di spessore. Giovanni II de Chambes ha ottenuto dal re Carlo VII la libera circolazione di questo piombo da Lione, che ha trasportato via terra fino a Roanne e poi lungo la Loira fino a Montsoreau. È probabile che questo piombo provenisse dalla miniera di Pampailly, allora di proprietà di Giacomo Coeur, poiché anche per una miniera così importante (Pampailly nel 1455 è considerata una delle miniere più importanti del regno) queste quantità rappresentano circa 6 mesi di estrazione/produzione.

### Spazi interni

#### Composizione
L'edificio è situato parallelamente al fiume, sul bordo settentrionale della riva che funge da base. È costituito da un edificio principale fiancheggiato a nord da due alte torri quadrate e a sud da due torri di scale che si inseriscono negli angoli iniziati da due brevi ali. A est, un muro collega questo complesso ai resti di un'altra torre quadrata, un tempo alta quanto le precedenti. A ovest si trovava l'ingresso del cortile: un documento degli anni 1636-1640 mostra uno stretto passaggio coperto a forma di padiglione, preceduto da un ponte levatoio, collegato all'abitazione da una cortina merlata. Il cortile ha un pozzo centrale. Una visita al fossato rivela i resti di un muro medievale in gran parte crollato, appoggiato su un terrapieno di terra. Nella parte posteriore, il muro è anche baluardo di una massa solida di terra che è stata trafitta da cantine che hanno alterato la stabilità della proprietà. Oltre il fossato, verso ovest, rimangono alcuni elementi dell'aia, tra cui l'edificio d'ingresso. Si affaccia sulla piazza del paese e si distingue per una bella sezione in legno del XVI secolo, vicino a un'abitazione costruita nella seconda metà del XV secolo innestata su un edificio più antico. Un lungo edificio, anch'esso risalente al tardo Medioevo, è sostenuto a nord da solidi contrafforti: in origine conteneva stalle, un'abitazione e un fienile che è stato trasformato in una scuola e in una casa. I prospetti includono alcune caratteristiche notevoli. Il principale è senza dubbio la disposizione delle caditoie che corrono lungo lo sbalzo del corpo centrale e delle torri su tutti i lati dell'abitazione, compreso il cortile. Continua sulle due torri, la camminata parapetto del corpo principale è interrotta dagli abbaini ed è così suddivisa in segmenti isolati, a volte molto corti (da 1,7 a 7 m). Gli abbaini impongono questa disposizione originale. La ricerca della luminosità e dell'ordine della facciata ha avuto la precedenza sull'aspetto puramente difensivo e funzionale del parapetto. Di fronte al fiume, la facciata nord sembra più imponente e severa, poiché è sostenuta da un piano interrato traforato dalla luce del giorno. Tuttavia, è aperto su ogni piano da sei grandi traverse, organizzate approssimativamente in baie.

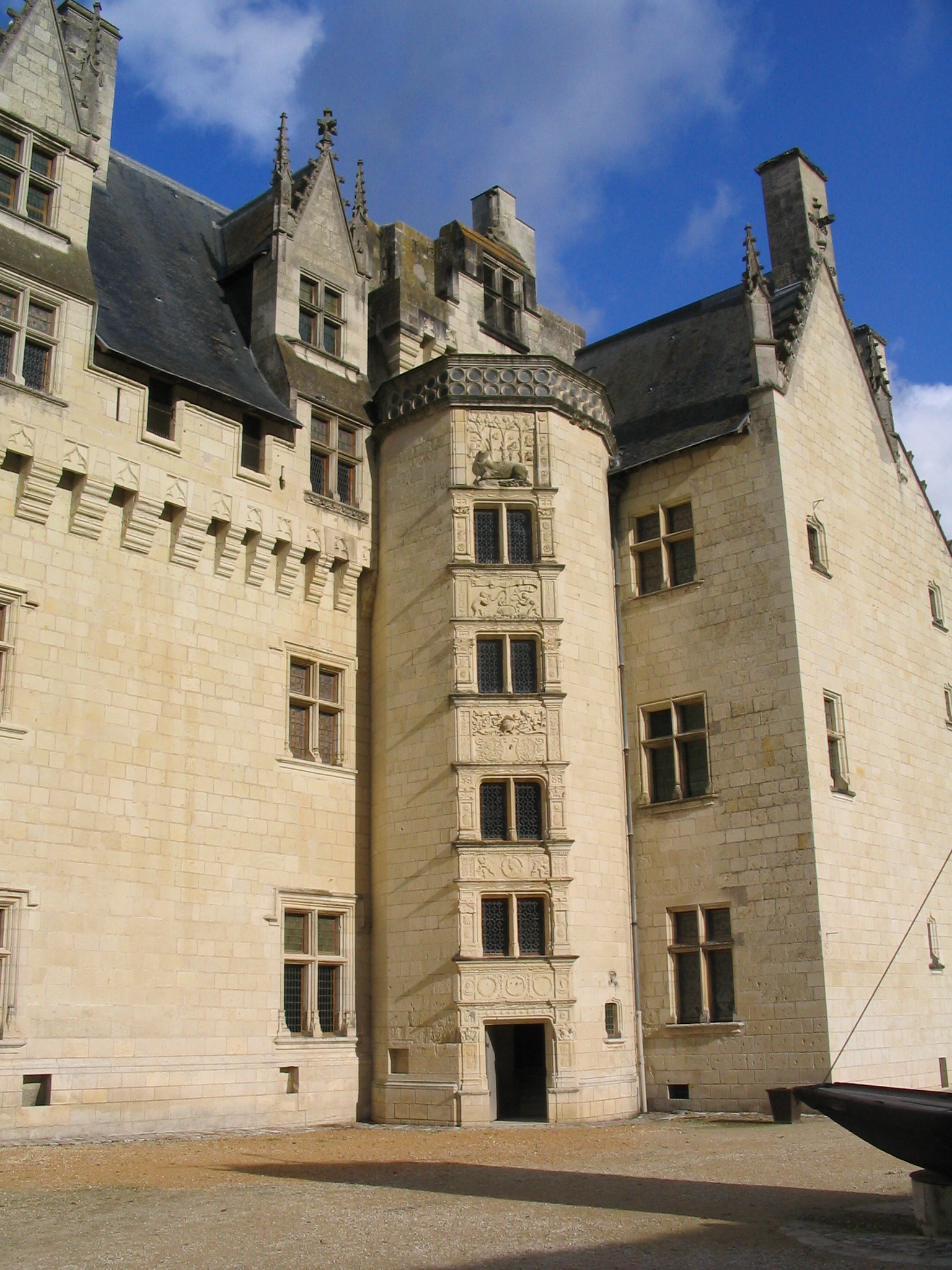
La facciata interna del castello con la torre delle scale rinascimentali.

Un grande seminterrato a volta occupa l'intera superficie dell'abitazione e delle torri. Si trova a pochi metri sopra il livello medio del fiume, al livello della strada dipartimentale. Il seminterrato ha un'apertura che un tempo si affacciava sulla Loira e permetteva lo scarico delle merci trasportate dalle imbarcazioni. Diverse scale servono il piano terra dell'edificio. Il passaggio a nord, realizzato nel muro, comprendeva una piccola stanza di sorveglianza forata con feritoie.
La scala a chiocciola medievale è ben traforata e serve i vari piani del castello, dalle cantine alla soffitta. Si accede alla grande sala e ai vari livelli del padiglione ovest; una parte dell'edificio è accessibile solo attraversando le stanze una ad una. L'edificio principale poggia su imponenti cantine, sotterranee verso il cortile e traforate da piccole baie sul lato della Loira. L'edificio principale è costruito su imponenti cantine, interrate verso il cortile e traforate da piccole finestre sul lato della Loira. Si susseguono quattro stanze con volte a semicerchio di varie dimensioni. L'apertura originale, protetta da un sistema difensivo, si apre a ovest, verso il fiume; situata a pochi metri dal livello della Loira, permetteva ai barcaioli di scaricare il loro carico. L'accesso attuale risale solo al secolo scorso, quando un occupante, un commerciante di vino, voleva conservare più facilmente le sue botti. Al piano terra, come al primo piano, l'edificio principale centrale è diviso in due stanze di dimensioni disuguali. Il più grande è riscaldato da due caminetti, uno a nord, rivolto verso la Loira, l'altro verso est, mentre il più piccolo ne ha uno solo. I due padiglioni sono costituiti ciascuno da un unico locale, anch'esso riscaldato. Senza corridoi, le stanze comunicano tra loro su ogni piano, dal padiglione est al padiglione ovest. La porta d'ingresso di ogni stanza può essere chiusa a chiave con una o due sbarre di legno. Una stretta scala a chiocciola occupa l'angolo nord-est e serve i diversi piani del padiglione est. Al primo piano, la piccola stanza di questo padiglione è coperta a volta con testate, il che fa pensare che sia stata utilizzata come oratorio.
Al secondo piano, la pianta è ridotta alle stanze dell'edificio principale e a quelle dei due padiglioni e dell'ala sud-est. Rimangono tuttavia elementi difensivi, l'organizzazione degli abbaini gotici a due piani sulle facciate nord e sud meritano una menzione speciale. Mentre le finestre dell'abbaino superiore illuminano la mansarda, quelle inferiori, a livello del sottotetto, sono inserite nel punto di camminamento del parapetto per illuminare le stanze dell'abitazione. Il percorso del parapetto, intervallato da abbaini, è così suddiviso in sezioni. Il padiglione orientale conserva ancora una parte del terzo e quarto piano, oltre a una disposizione originale della passeggiata del parapetto; da qui si potevano osservare i passaggi principali alle porte di Angiò. Le due terrazze ora disposte nella parte superiore dei padiglioni permettono di abbracciare un vasto paesaggio e di comprendere meglio il ruolo di vigilanza del castello: a est, la confluenza della Loira e della Vienne; a nord, l'ampia valle del fiume; a sud, la piccola città fortificata.

#### Nascita dell'architettura rinascimentale
Il Castello di Montsoreau è uno dei più antichi esempi di questa architettura di abitazione, insieme al palazzo Giacomo Cœur di Bourges (1443 circa) e al Castello di Châteaudun (1460 circa). In effetti, l'edificio principale è facilmente databile in quanto due passaporti reali del 1455 menzionano il trasporto di piombo e assi di legno durante i lavori. La priorità data all'illuminazione e all'organizzazione interna della residenza a scapito di una razionale circolazione difensiva, così come l'originale sistema di abbaini, testimoniano la volontà di trovare un equilibrio tra comfort interno ed estetica. La torre rinascimentale è un altro punto di forza del castello. La struttura della decorazione con le sue suggestive cornici, le massicce lesene tagliate da capitelli e il trattamento dei motivi in cornici nude non si avvicinano molto agli esempi noti del primo Rinascimento francese.
Inserita nell'angolo retto della facciata del cortile, la torretta di forma ottagonale, che costituisce un passaggio tra il gotico e l'arte del primo Rinascimento, è caratteristica dello stile tardo Luigi XII. La sua scala a chiocciola serve il primo e il secondo piano del castello. È coronata da una balaustra composta da due file di corone di tufo, chiuse da lastre circolari di ardesia, e termina con una bella volta a palma, le cui otto costole cadono su una colonna centrale che prolunga il nucleo della scala. È uno dei soli quattro esempi di questo tipo di volta conosciuti in Angiò, insieme al castello del re René a Baugé, alla dimora Barrault ad Angers e al municipio di Saumur. All'esterno, la porta, a forma di maniglia di cestino, è sormontata da quattro finestre sovrapposte i cui stipiti, incorniciati da lesene decorate, mostrano lo slancio verticale. La decorazione di ispirazione italiana comprende medaglioni e motivi talvolta complessi. La trabeazione che sormonta la finestra inferiore presenta un volto a forma di medaglione, incorniciato da putti. Sopra la seconda finestra un elmo è circondato da pergamene; uno stendardo reca la scritta «Chambes crie» allusione al costruttore del castello. La trabeazione della terza finestra presenta una scena particolarmente curiosa: sotto un'ampia fascia che si dispiega sulla parte superiore, due scimmie si fronteggiano ai lati di un'enigmatica rappresentazione: uno degli animali solleva, con l'aiuto di una catena, una pietra su cui è posta una scimmietta. Sulla striscia si legge il motto degli Chambes «Je le feray ». Infine, la finestra alta porta sopra il cornicione un cervo a riposo, simbolo di caccia.
È stata sottolineata la presenza di conchiglie sul cordone e sui pilastri, sottolineando che lo stemma della casa di Laval-Loué, da cui discendeva Anna di Laval, moglie di Filippo di Chambes, aveva cinque conchiglie d'argento. La scala avrebbe potuto quindi essere costruita in occasione del loro matrimonio, celebrato nel 1530, ma le analogie osservate con la decorazione del padiglione d'ingresso del Castello di Gaillon preferirebbero una data leggermente anteriore. In ogni caso, la costruzione della torretta ha portato all'apertura di nuove porte e, soprattutto, ad una ridistribuzione dei locali più in linea con le nuove tendenze dell'edilizia abitativa signorile. Nonostante l'assenza di un corridoio di distribuzione, ogni stanza, ad eccezione di quella più occidentale, potrebbe ora essere isolata e comunicare direttamente con una scala.
Nel complesso, Montsoreau rimane un bellissimo e raro esempio di castello realizzato durante il regno di Carlo VII. Ha così beneficiato di importanti lavori di restauro, che permettono ai visitatori di oggi di contemplare tutto lo splendore di questo monumento reale. Questi restauri sono stati eseguiti principalmente tra il 1923 e la seconda guerra mondiale per la prima, e tra il 1997 e il 2002 per la seconda. Spesso rimangono molto discreti, ad eccezione delle finestre, delle baie e della parte superiore del padiglione occidentale. Le travi di cemento che sostituiscono la maggior parte dei pezzi del soffitto in legno sono perfettamente imitate, e ci vuole un occhio attento per distinguere gli originali dalle copie. Tuttavia, nella sala ovest del secondo piano, si possono osservare le diverse fasi dell'elaborazione di questi elementi in calcestruzzoca. Anche la parte superiore della torretta della scala medievale è stata ricostruita per consentire l'accesso alla parte superiore del padiglione occidentale.

#### Descrizione

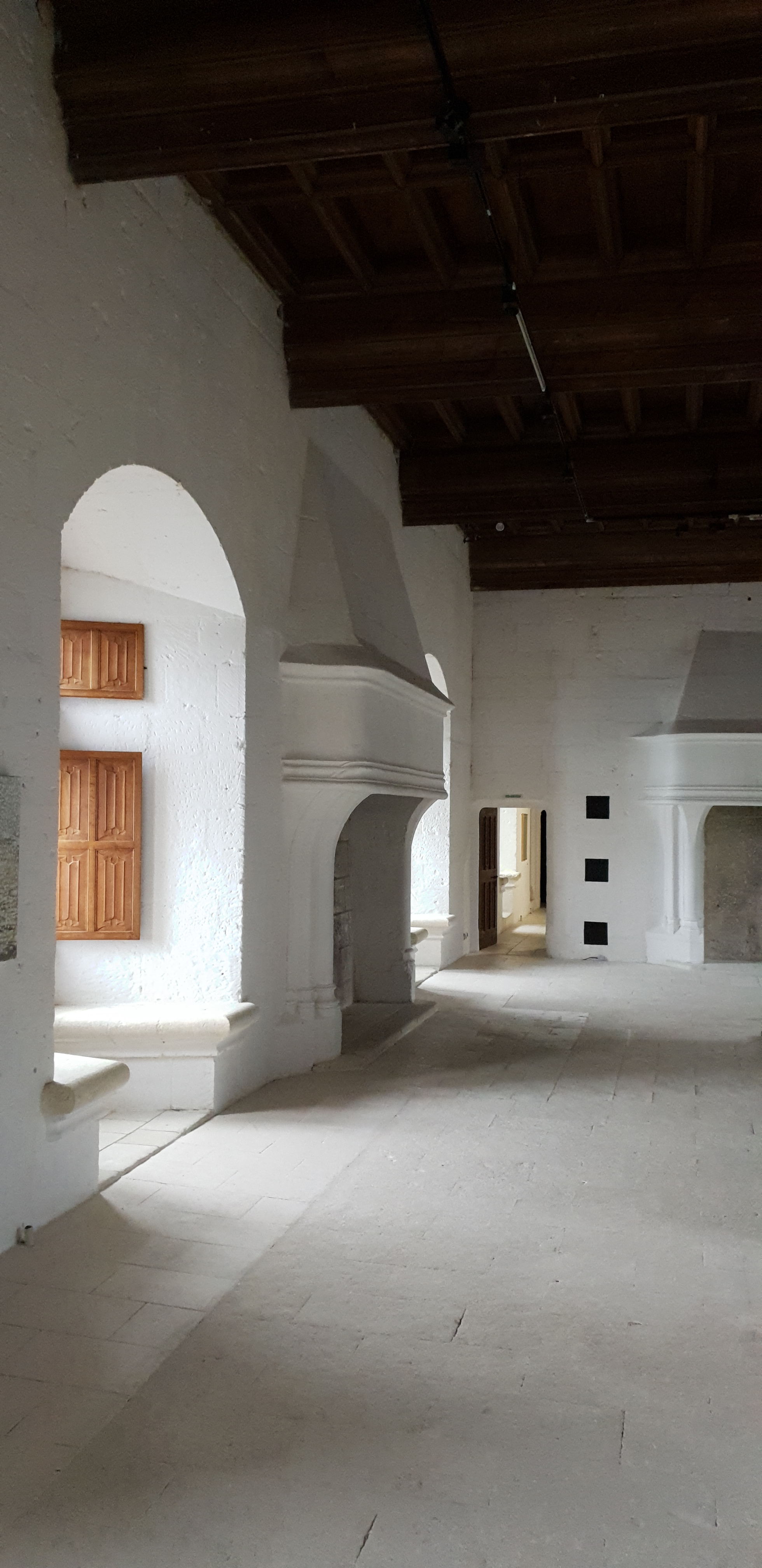
Caminetti monumentali (1450).

##### Caminetti
Al piano terra, come al primo piano, l'edificio principale centrale è diviso in due stanze di dimensioni disuguali. Il più grande è riscaldato da due caminetti, uno a nord, rivolto verso la Loira, l'altro verso est, mentre il più piccolo ne ha uno solo. I due padiglioni sono costituiti ciascuno da un unico locale, anch'esso riscaldato. Intorno al 1450 il castello aveva circa 25 camini. Il caminetto di una delle sale a volta del piano terra presenta un affresco del XVI secolo. In un medaglione circondato da fogliame e frutta legata con nastri, c'è un guerriero sdraiato sulla schiena. Una figura in costume da pastore sta per colpirlo. Probabilmente è una rappresentazione di Davide e Golia. Sopra di esso si trovano le braccia della famiglia de Chambes: il leone d'argento, ornato e incoronato, e la collana di San Michele con il motto «Lenitate vel vi ». Nel 2016, durante i lavori di ristrutturazione effettuati nell'ambito dell'apertura del Museo d'Arte Contemporanea, in una delle sale al piano terra del castello è stato rinvenuto un camino del XV secolo.

##### Torre delle scale rinascimentale

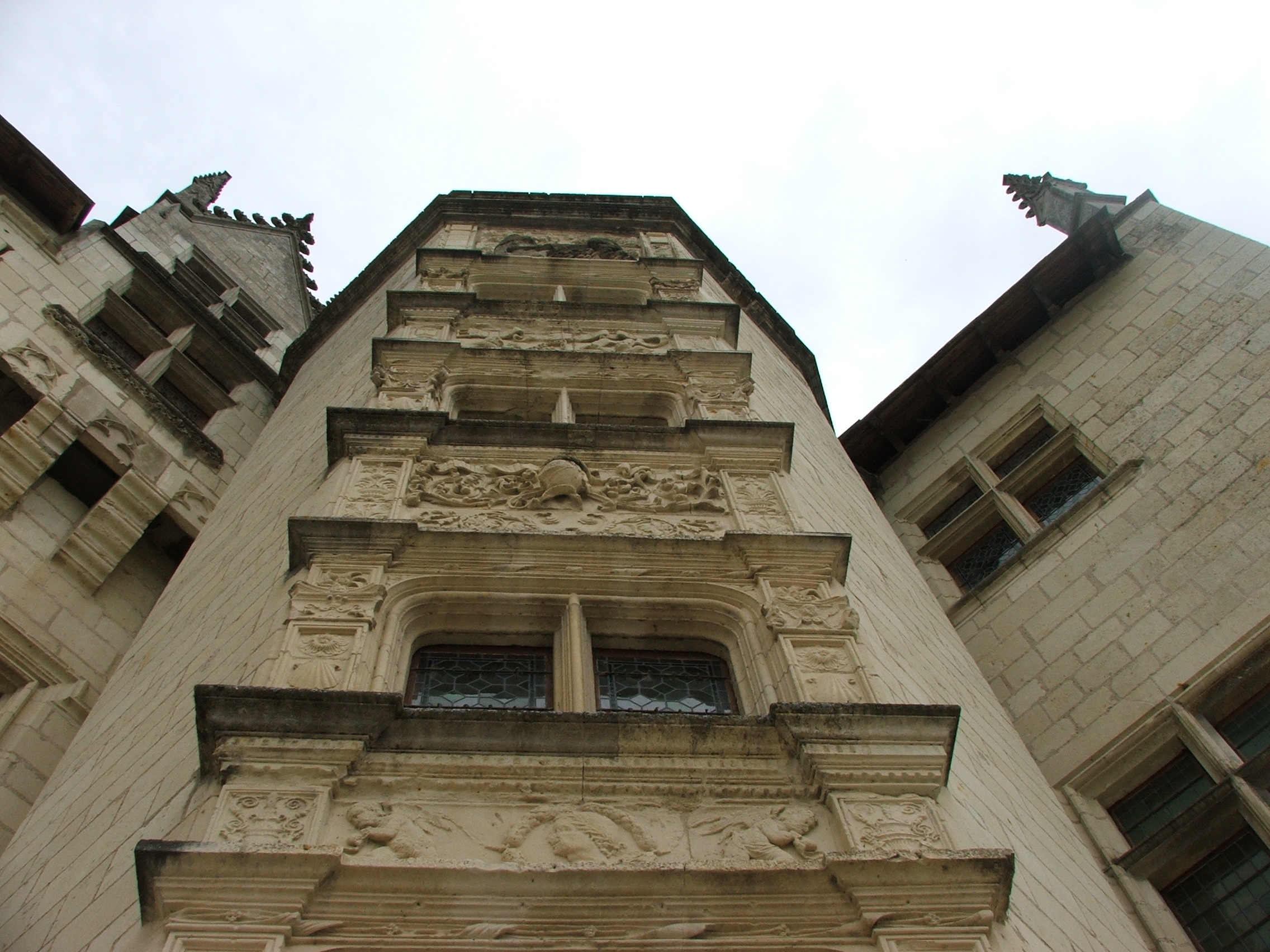
Torre delle scale rinascimentale del 1515 circa.

Intorno al 1515-1530 fu aggiunta, nell'angolo est, una torre di scale poligonale con una cima a vite a palma. Serve gli appartamenti signorili e riflette l'evoluzione dell'edilizia abitativa verso una maggiore attenzione agli spazi privati. Inserita nell'angolo destro della facciata del cortile, la torretta di forma ottagonale, che costituisce un passaggio tra il gotico e l'arte del primo Rinascimento, è caratteristica dello stile tardo Luigi XII. La sua scala a chiocciola conduce al primo e al secondo piano del castello. È coronata da una balaustra composta da due file di corone di tufo, chiuse da lastre circolari di ardesia, e termina con una bella volta a palma, le cui otto costole cadono su una colonna centrale che prolunga il nucleo della scala. È uno dei soli quattro esempi di questo tipo di volta conosciuti ad Angiò, insieme al castello del re René a Baugé, alla dimora Barrault ad Angers e al municipio di Saumur. All'esterno, la porta, a forma di maniglia di cestino, è sormontata da quattro finestre sovrapposte i cui stipiti, incorniciati da lesene decorate, mostrano lo slancio verticale. La decorazione di ispirazione italiana comprende medaglioni e motivi talvolta complessi. Si presume che i medaglioni rappresentassero i signori di Montsoreau: Giovanni III di Chambes e sua moglie Maria di Châteaubriant. La trabeazione che sormonta la finestra inferiore presenta un volto in medaglione, incorniciato da putti. Sopra la seconda finestra un elmo è circondato da pergamene; uno stendardo reca la scritta «Chambes grida », allusione al costruttore del castello. La trabeazione della terza finestra presenta uno schizzo particolarmente curioso: sotto un'ampia fascia distesa sulla parte superiore, due scimmie si fronteggiano ai lati di un'enigmatica rappresentazione: uno degli animali solleva un peso con una catena, su cui è posta una scimmietta. È un dispositivo di sollevamento chiamato anche "scimmia". Sul nastro si può leggere il motto delle Camere «Je le feray » (lo farò io). Infine, la finestra alta porta sopra il cornicione un cervo a riposo, simbolo di caccia.
La presenza di conchiglie sul cordone e sui pilastri è stata sottolineata, sottolineando che lo stemma della casa di Laval-Loué, da cui discendeva Anna di Laval, moglie di Filippo di Chambes, conteneva cinque conchiglie d'argento. La scala avrebbe potuto quindi essere costruita in occasione del loro matrimonio, celebrato nel 1530, ma le analogie osservate con la decorazione del padiglione d'ingresso del Castello di Gaillon preferirebbero una data leggermente anteriore. In ogni caso, la costruzione della torretta ha portato all'apertura di nuove porte e soprattutto ad una ridistribuzione dei locali più in linea con le nuove tendenze dell'edilizia abitativa signorile. Nonostante l'assenza di un corridoio di distribuzione, ogni stanza, ad eccezione di quella più occidentale, potrebbe essere isolata e comunicare direttamente con una scala. La scala rinascimentale termina su una magnifica volta a palma le cui otto costole cadono su una colonna centrale che prolunga il nucleo della scala. Ce n'è una anche ad Angers al Logis Barrault, al Castello di Baugé e alla vicina collegiata di Candes-saint-Martin.

##### Torre medievale

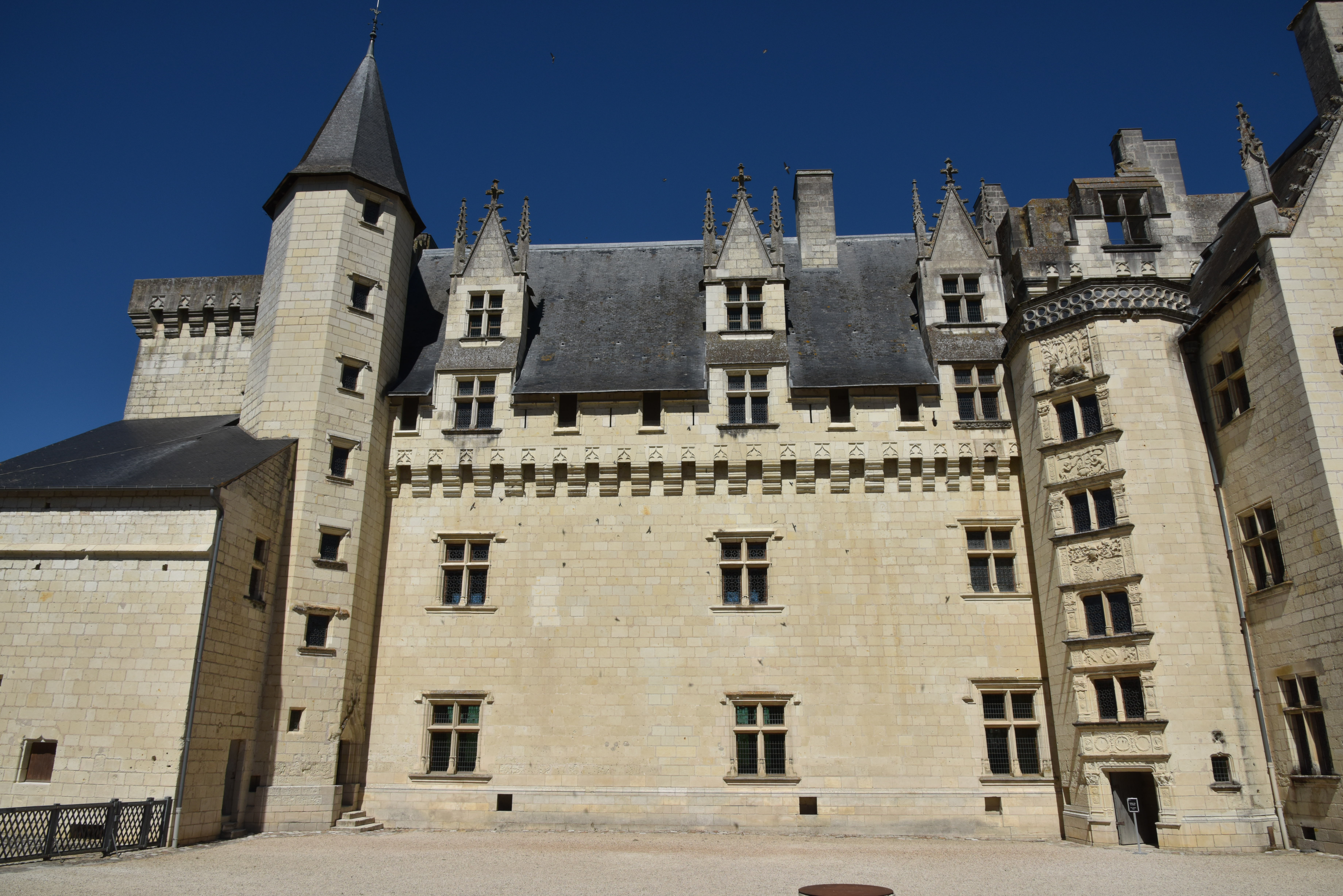
Torre delle scale medievali (1450 circa) e rinascimentali (1515 circa).

La scala a chiocciola medievale è ben traforata e serve i diversi piani del castello, dalle cantine alla soffitta. Dà accesso alla grande sala e ai vari livelli del padiglione ovest; parte dell'edificio è accessibile solo attraversando le stanze da uno a une.

##### Cantine
L'edificio principale poggia su imponenti cantine di 310 m2, interrate verso il cortile e traforate con piccole baie sul lato della Loira. La presenza della roccia di Montsoreau ha costretto gli architetti ad alzare il livello del suolo delle cantine situate sotto le estensioni est e sud-ovest. Quattro sale a volta ad arco tondo di varie dimensioni si sono susseguite. L'apertura originale, protetta da un sistema difensivo, si apre a ovest, verso il fiume; situata a pochi metri dal livello della Loira, permetteva ai barcaioli di scaricare il loro carico. L'accesso attuale risale solo al secolo scorso, quando un occupante, un commerciante di vino, volle conservare più facilmente le sue botti.

##### Facciata nord
A nord, sul lato della Loira, si trova l'edificio principale situato tra due padiglioni affiancati a est e a ovest da due piccole ali ad angolo retto. La facciata è ornata da ampie bifore e traverse.

##### Padiglioni d'angolo

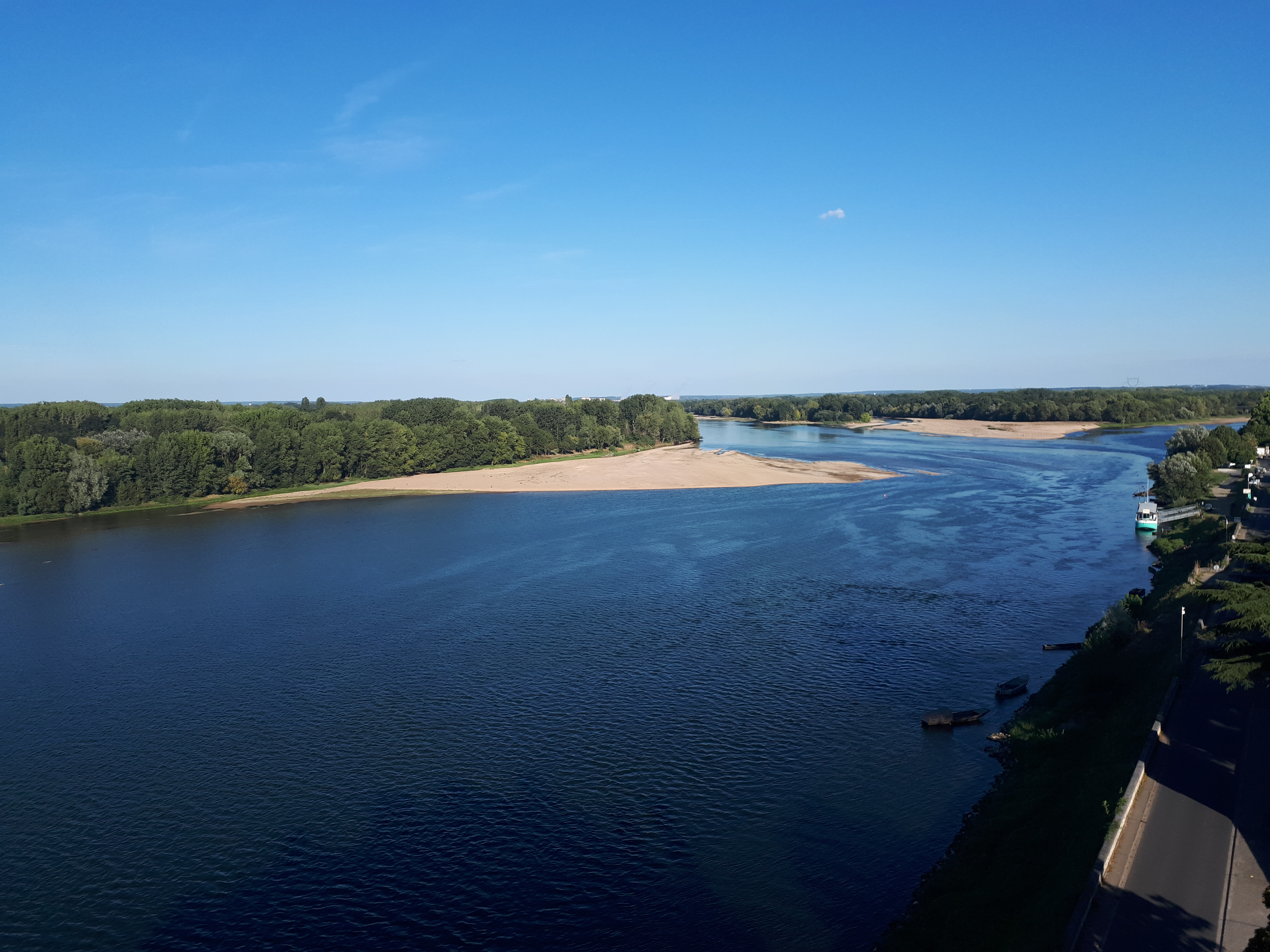
Vista della confluenza dal padiglione d'angolo.

Fotografia che rappresenta la confluenza del fiume Loira con il fiume Vienne vista dalla terrazza est del castello.
Il padiglione orientale ha ancora parte del terzo e quarto piano, oltre a una disposizione originale del percorso coperto; da qui si potevano osservare i passaggi principali alle porte di Angiò. Le due terrazze ora disposte nella parte superiore dei padiglioni permettono di abbracciare un vasto paesaggio e di comprendere meglio il ruolo di vigilanza del castello: a est, la confluenza della Loira e della Vienne; a nord, l'ampia valle del fiume; a sud, la piccola città fortificata.

##### Soffitta

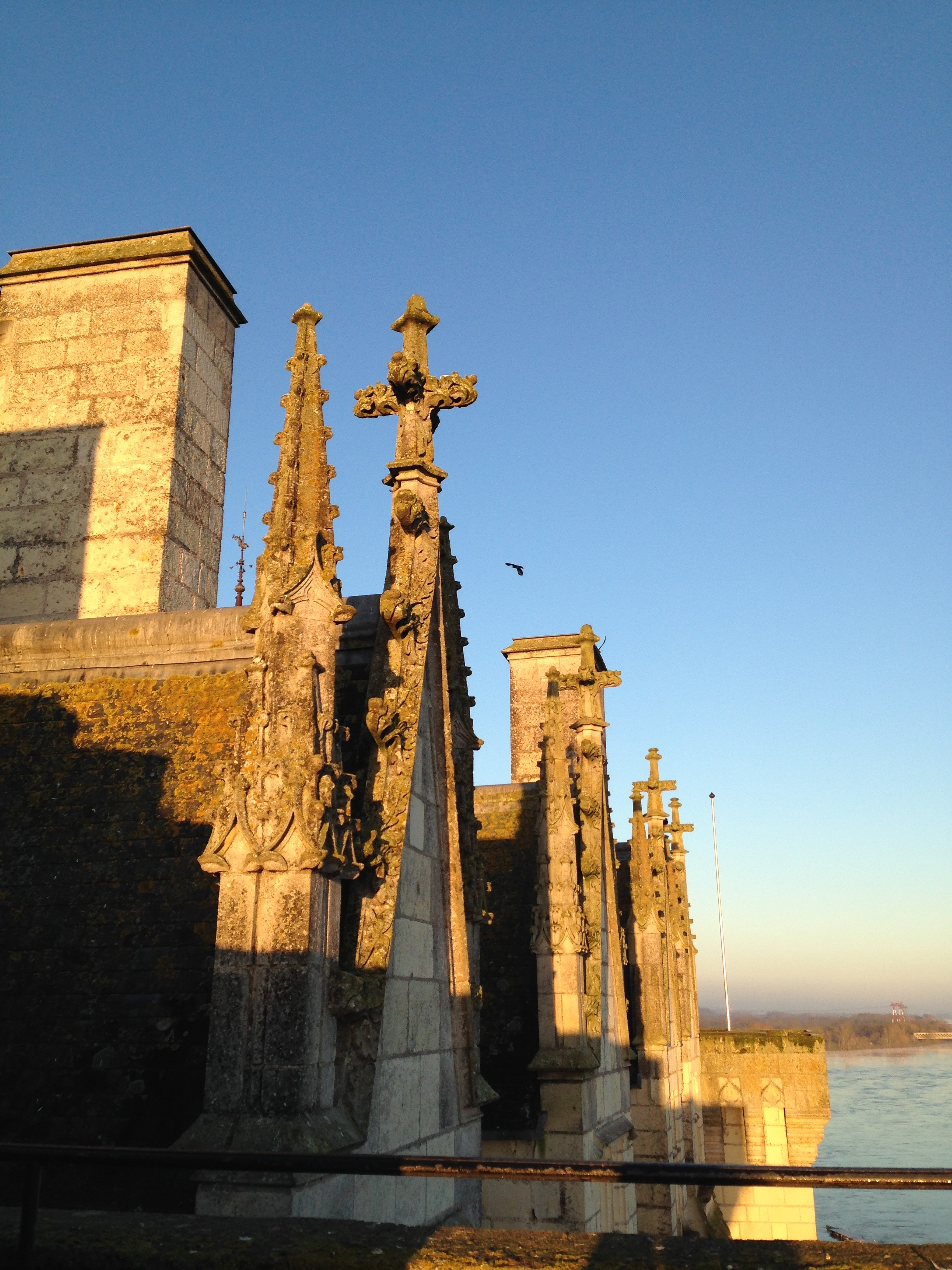
Finali degli abbaini.

Sono stati tagliati circa 630 alberi per realizzare la struttura e 329 per i pavimenti. Al piano mansardato, oggi la grande sala ha conservato parte dell'intelaiatura originale; è in legno di quercia detto a spina di pesce, in quanto l'intelaiatura in legno non ha grandi stanze ed è costituita da travi abbastanza ravvicinate, le stecche che permettono di tenere insieme le capriate. La piccola stanza che si affaccia sull'attuale terrazza ha una struttura in cemento armato.

##### Abbaini
Una menzione particolare merita l'organizzazione degli abbaini gotici a due piani sulle facciate nord e sud. Sono dodici. Gli abbaini superiori illuminano le mansarde mentre quelli inferiori sono inseriti al posto del camminamento del parapetto per illuminare le stanze dell'abitazione. I pennacchi degli abbaini sono decorati con ganci gotici e le persiane interne in legno, presenti in tutte le stanze del castello, sono decorate con motivi intagliati in pieghe di asciugamani, caratteristici dello stile gotico.

##### Cammino di ronda
Il cammino di ronda è diviso in sezioni, con abbaini in mezzo. Ogni sezione, di lunghezza variabile da 2,1 a 7 m, è accessibile solo da una stanza. Solo le due stanze dell'edificio principale sono collegate dal parapetto a nord. Forse è questo il motivo per cui la ciminiera nord della stanza delle guardie è stata spostata ad ovest. Nelle torri che incorniciano l'abitazione sembra che le finestre del parapetto fossero aperte, come nel castello di Azay-le-Rideau. Il cammino di ronda presenta delle caditoie visibili dalla facciata sud del castello. Tuttavia, va notato che l'accesso alla caditoia, alle merlature e agli organi di cottura avviene in un percorso costantemente ostruito dalle campate degli abbaini alti.

##### Cucine
Le cucine del castello si trovano al livello della torre est. Sono separati dall'edificio principale, come nella tradizione medievale. Le cucine sono dotate di due caminetti a muro. Ci sono anche aree annesse: salsiere, orto. Un anno dopo l'apertura del Castello di Montsoreau-Museo di arte contemporanea, un ristorante chiamato "Jean 2" in riferimento a Giovanni II de Chambes, ha aperto le sue porte nel 2016 nelle ex cucine del castello.

##### Sedili
Fin dal momento della sua costruzione, l'interno dell'edificio è caratterizzato da elementi che riflettono il desiderio di comfort, come le grandi finestre che garantiscono una grande quantità di luce nelle stanze e le panche in pietra che si integrano nella muratura nelle loro rientranze. Le ampie vetrate sono fiancheggiate da doppi posti a sedere rivolti l'uno verso l'altro. A seconda delle sale del castello, si trattava di "banchi di guardia" per la sorveglianza o di luoghi privilegiati per approfittare della luce naturale all'esterno per leggere e scrivere.

## Conservazione e tutela

### Monumento storico

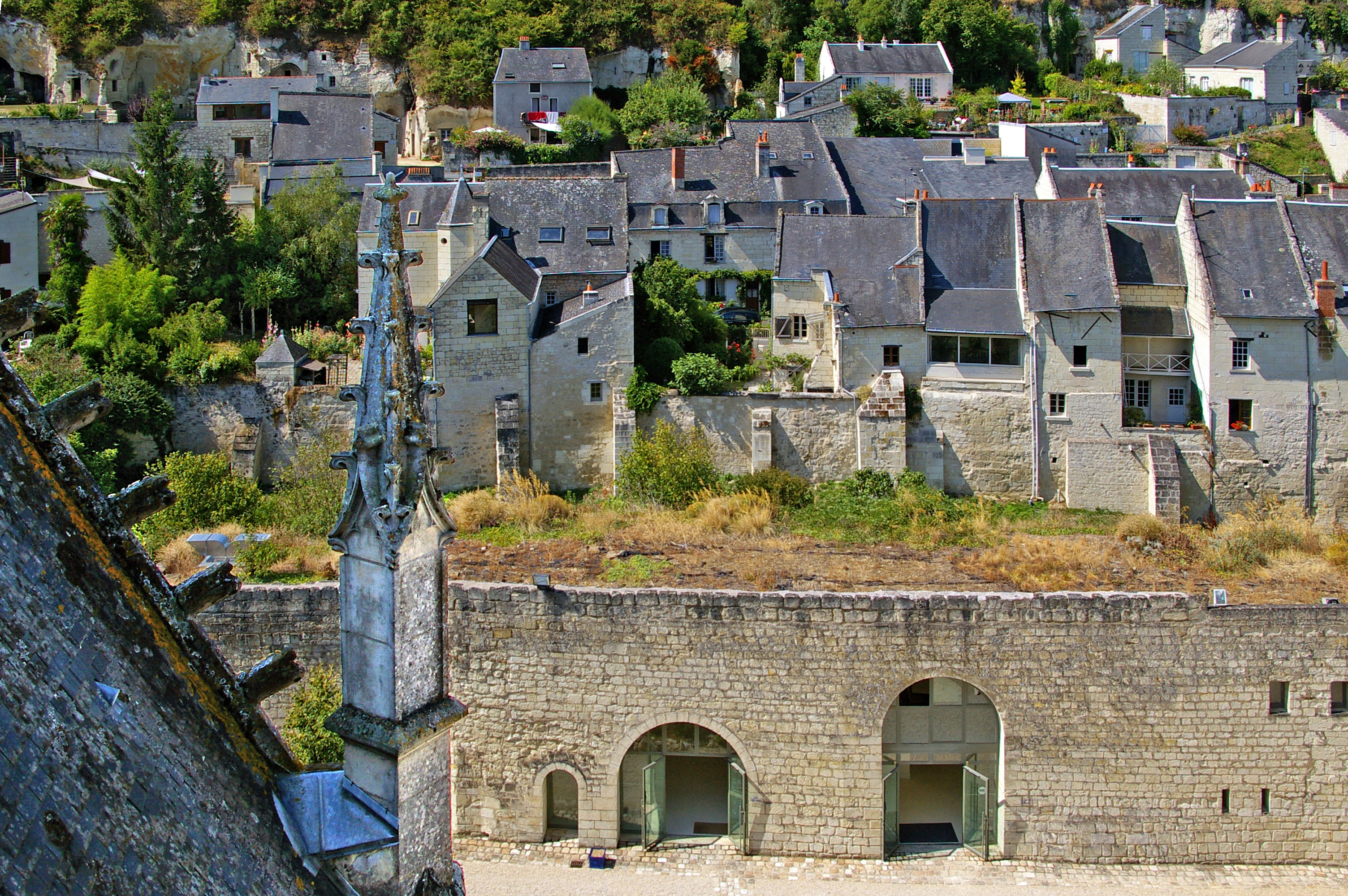
Il villaggio di Montsoreau, arroccato sul pendio della collina.

Il Castello di Montsoreau è stato inserito nell'elenco dei monumenti storici nel 1862 insieme ad altri 57 castelli della lista realizzata sotto la direzione di Prosper Mérimée, fra cui il castello di Fontainebleau, l'Hôtel des Invalides e il Château Gaillard. La cappella del castello è stata classificata il 3 dicembre 1930. Il palazzo Siniscalcato, situato nell'ex castello, è stato inserito nell'elenco il 6 ottobre 1938. Un recinto di protezione, con un raggio di 500 metri, circonda il monumento. Qualsiasi nuova costruzione o modifica dell'edificio storico deve essere soggetta alla preventiva autorizzazione dell'architetto degli edifici di Francia.

### Area boscata classificata
Nell'ambito del piano urbanistico locale (PLU), una parte del parco del castello di Montsoreau è stata classificata come "area boscata classificata" (EBC). La classificazione vieta qualsiasi cambiamento di uso o di destinazione d'uso del terreno che possa compromettere la conservazione, la protezione o la creazione di boschi. La classificazione come EBC comporta il rifiuto automatico delle domande di autorizzazione per lo sgombero dei terreni, come previsto dal Codice Forestale, e porta alla creazione di un sistema di dichiarazione amministrativa prima di qualsiasi taglio o abbattimento di alberi.

### I più bei paesi di Francia
Il villaggio di Montsoreau, dove si trova il castello di Montsoreau, è stato insignito del marchio "I più bei paesi di Francia" per il suo notevole patrimonio e il suo dinamismo turistico.

### Piccole città di carattere
Il villaggio di Montsoreau in cui si trova il castello è classificato tra le Piccola città di carattere. Questo riconoscimento è stato assegnato al villaggio per l'alta qualità e l'omogeneità del suo patrimonio architettonico e per il suo programma pluriennale di riabilitazione e sviluppo del patrimonio.

### Area naturale sensibile

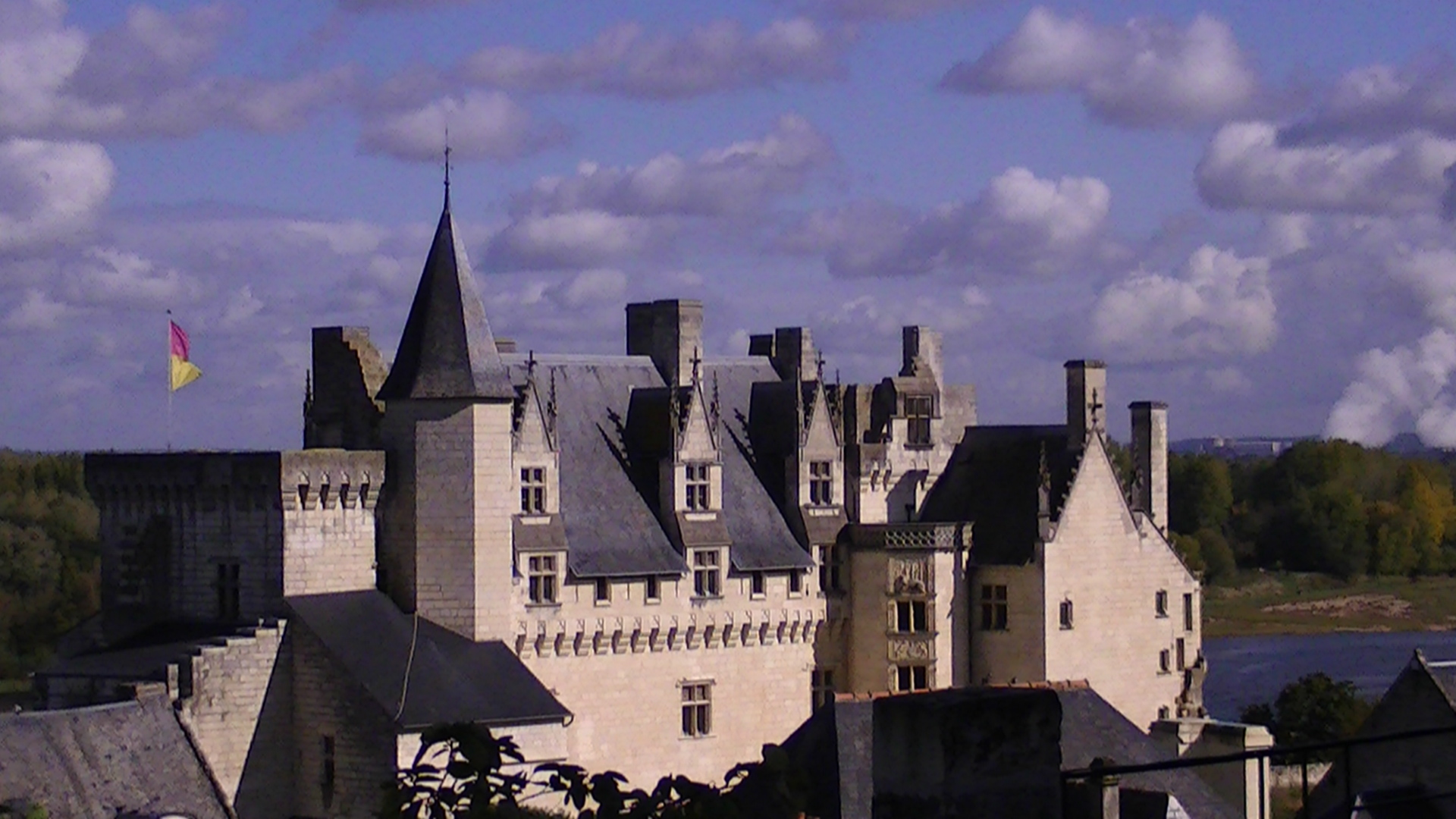
Vista del castello e del suo cammino di ronda, attraversato dai abbaini a due piani, dal villaggio.

L'area naturale sensibile Valle della Loira (ENS) comprende la Loira, la sua riva destra, parte del villaggio di Montsoreau e i vigneti sulla riva sinistra. La ENS è caratterizzata dalla presenza di numerose specie di interesse e/o protette a livello nazionale o regionale. Comprende le rive, le isole, le foreste alluvionali e il letto della Loira.

### Zona Natura 2000

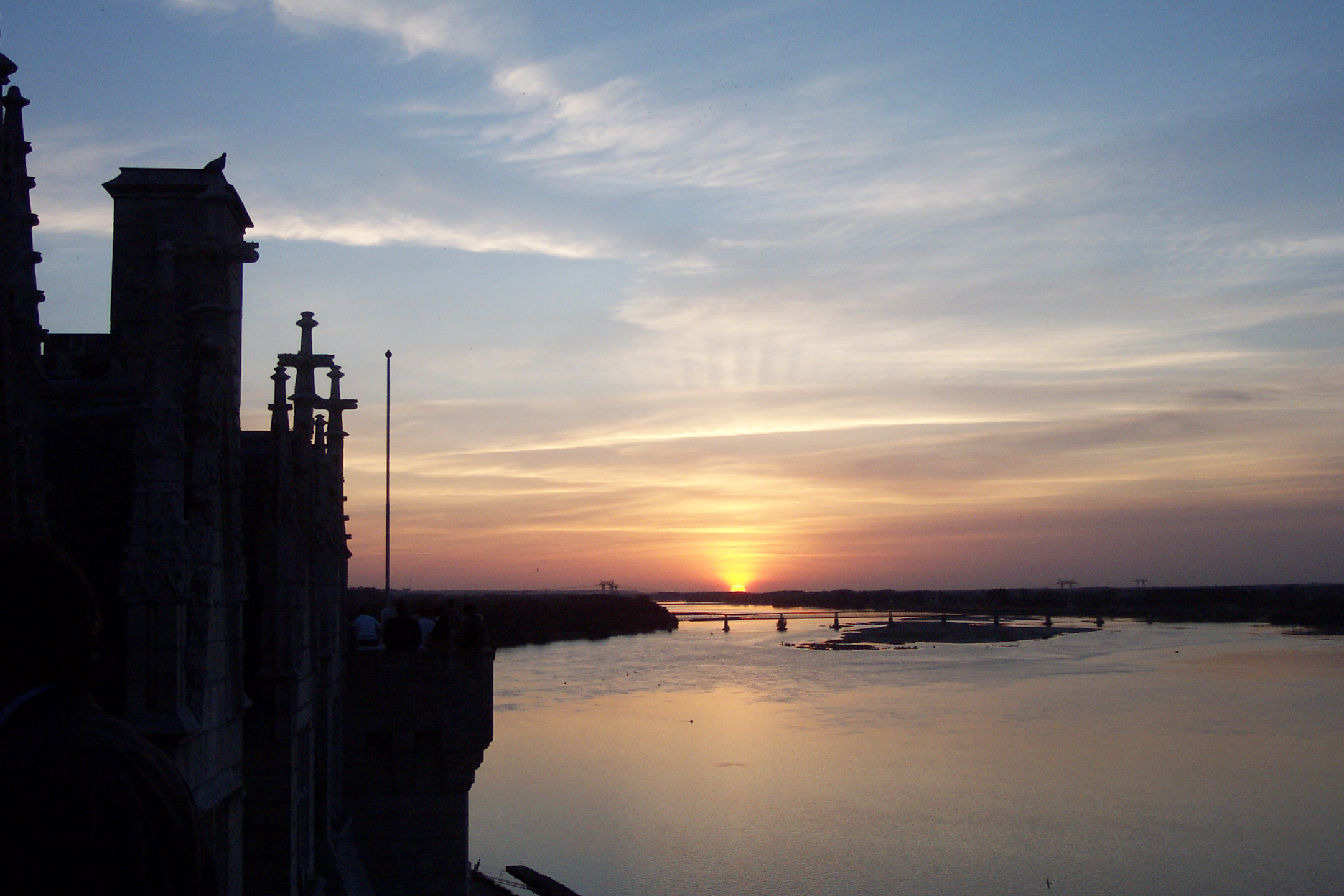
Vista sul tramonto dalla terrazza.

La Valle della Loira Natura 2000 comprende due zone situate a Montsoreau, una dedicata alla Loira e l'altra alla valle. La Zona Speciale di Conservazione (ZSC) Valle della Loira Ponts-de-Cé Montsoreau (FR 5200629) è una zona che comprende la Loira fluviale "selvaggia" e parte della sua valle alluvionale (principalmente la valle digradante). La varietà di ambienti è ben rappresentativa di un funzionamento relativamente indisturbato del fiume. Paesaggio e interesse culturale vengono protetti questa parte della Valle della Loira.

### Parco naturale regionale Loira-Angiò-Turenna
La sede del parco naturale regionale Loira-Angiò-Turenna si trova a Montsoreau. Creato nel 1996, riunisce 141 comuni delle regioni Centro-Valle della Loira e Paesi della Loira, le cui missioni sono la tutela e la gestione del patrimonio naturale e culturale, lo sviluppo del territorio, lo sviluppo economico e sociale, l'accoglienza, l'istruzione e la formazione, la sperimentazione e la ricerca.

### La Valle della Loira, patrimonio mondiale dell’Unesco
Il castello di Montsoreau si trova nella Valle della Loira tra Sully-sur-Loire e Chalonnes-sur-Loire, classificato come patrimonio mondiale dell'UNESCO secondo tre criteri:
(UNESCO, La Valle della Loira da Sully-sur-Loire a Chalonnes (2000))

## Il castello nelle arti

### Letteratura

#### François Rabelais

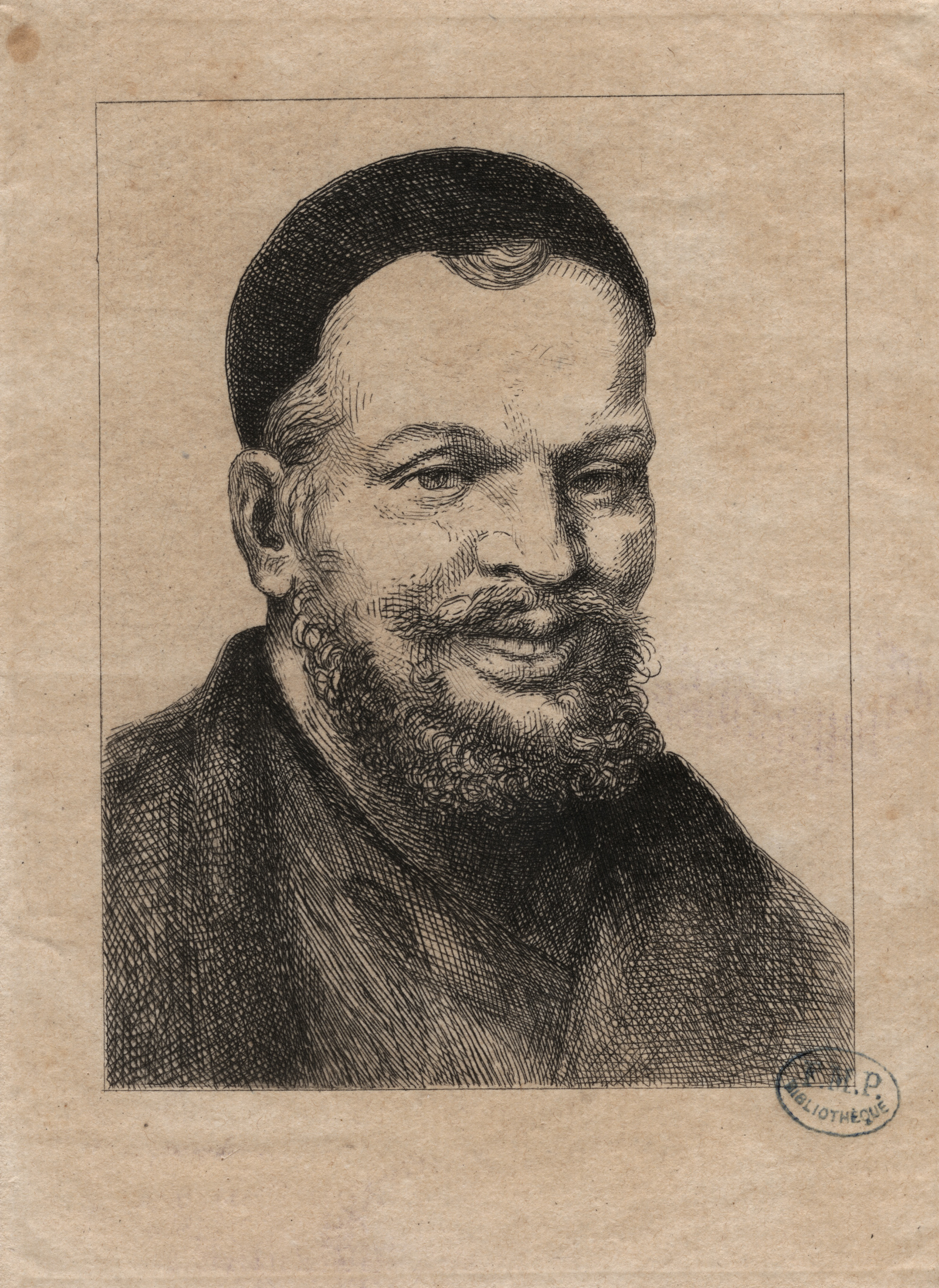
François Rabelais

Il nome di Montsoreau compare più volte nel capolavoro di François Rabelais, Gargantua. È presso l'ufficio di controllo di Montsoreau che si tengono i registri delle misurazioni di Gargantua, ed è anche a Montsoreau che impara a nuotare nella Loira. Dopo la sua vittoria su Picrochole, il re che ha attaccato il regno di Grandgousier, Gargantua, ha dato a Montsoreau una ricompensa per Ithybole.

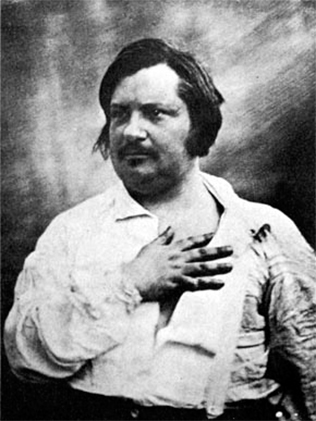
Honoré de Balzac

#### Honoré de Balzac
Nei Cent Contes drolatiques di Honoré de Balzac, Il Peccato Veniale mette in scena Signore di Rochecorbon, il conte di Montsoreau e Giovanna di Craon. I protagonisti si trovano in situazioni grottesche con molti riferimenti alla verginità.
aprire il cuore di quella signora, tant'è già spaccato.
E tutte cominciarono a ridere. Il signore di Montsoreau volle andare presso di loro e legarli ad un tiglio sulla strada, come punizione per le loro cattive parole; ma Blanche gridò forte:
 - Oh, mio signore, non li impicchi! Non hanno detto tutto; e vedremo quando torneranno.
Arrossì, e il Sire di Montsoreau la guardò intensamente come per guizzare i mistichi misteri dell'amore; ma la dislocazione della sua intelligenza era già iniziata con le parole di quelle contadine, che crescevano nella sua mente. La detta verginità era come un'esca, e bastava una sola parola per darle fuoco.»
(Honoré de Balzac, Les contes drolatiques (1832-1837))

#### Alexandre Dumas

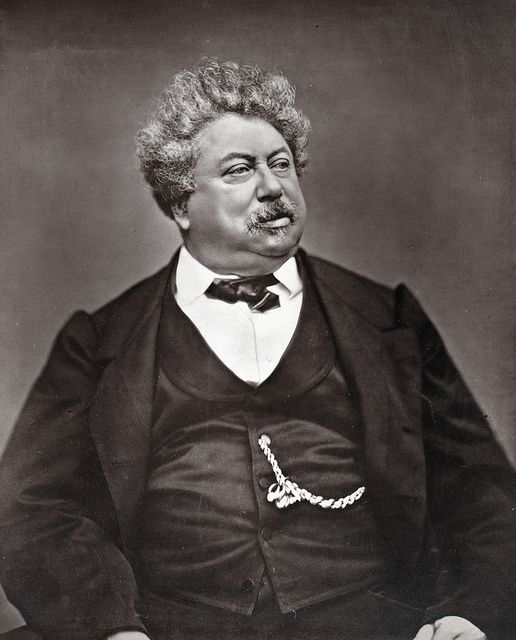
Alexandre Dumas

Sebbene il romanzo di Alexandre Dumas, La dama di Monsoreau, scritto tra il 1845 e il 1846, non presenti il castello di Montsoreau, egli contribuì notevolmente alla sua fama mettendo la signoria di Montsoreau in prima linea nella sua storia. Più in generale, questo romanzo fa parte di una trilogia sulle guerre di religione in Francia, insieme agli altri due romanzi La regina Margot e I Quarantacinque. Alexandre Dumas, come sempre, sviluppa la storia della Francia in modo libero e romantico. Montsoreau, scritto Monsoreau ai fini della storia, non compare in La Regina Margot, ma è presente nelle altre due parti della saga. Questa trilogia dei Valois permette a Dumas di mettere insieme la grande storia e la piccola storia introducendo, a partire dalla Signora di Monsoreau, tre importanti personaggi della corte francese, Louis de Bussy d'Amboise, Francesca di Maridor (Diane de Méridor, la signora di Monsoreau) e Carlo di Chambes (il conte di Monsoreau), ricordando così l'importanza della signoria di Montsoreau a metà del XVI secolo e il ruolo centrale che Giovanni IV di Chambes ebbe nell'esecuzione del giorno di San Bartolomeo d'Angiò. In effetti, questa figura storica è ritratta in modo terrificante da Dumas. La storia d'amore tra sua moglie Diane de Méridor e Bussy è l'occasione per Dumas di riesumare questo personaggio storico, autore del massacro dei protestanti angioini ad Angers e Saumur. Il suo zelo permise alla signoria di Montsoreau, fino ad allora baronia, di essere elevata dal re di Francia al rango di contea. Ha così rapidamente giustiziato l'amante della moglie. Il romanzo si svolge principalmente a Parigi e ad Angiò.
La Signora di Monsoreau è un romanzo storico pubblicato in forma di serie sul quotidiano Le Constitutionnel e che mescola due trame:
- una storia d'amore tra Luigi di Clermont, signore di Bussy d'Amboise e Diana di Méridor, moglie del conte di Monsoreau (Carlo di Chambes, conte di Montsoreau, sposò Francesca di Maridor nel 1576). Luigi di Clermont, conosciuto come Bussy d'Amboise, si innamorò di lei. Bussy si confidò con François, duca d'Angiò, che lo disse a suo fratello, il re Enrico III. Enrico III fa poi una brutta battuta su Carlo di Chambes che gli torna alle orecchie. Per vendicarsi, Carlo di Chambes decide di tendere una trappola a Bussy d'Amboise. Costringe la moglie a dargli un appuntamento e lo uccide.
- Un intrigo politico che mette in scena i disordini politici e religiosi durante il regno di Enrico III, tra cui la rivalità tra lui e suo fratello Francesco di Francia, duca di Alençon e poi duca d'Angiò, personaggio intrigante e disonorevole.

#### Gustave Flaubert

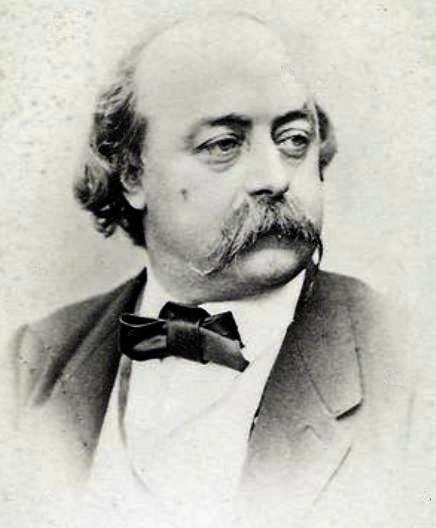
Gustave Flaubert

Nel loro romanzo Par les champs et par les grèves, Gustave Flaubert e Maxime Du Camp raccontano il loro viaggio a Montsoreau l'8 maggio 1847:
(Gustave Flaubert, Par les champs et par les grèves (1847))

### Arti plastiche

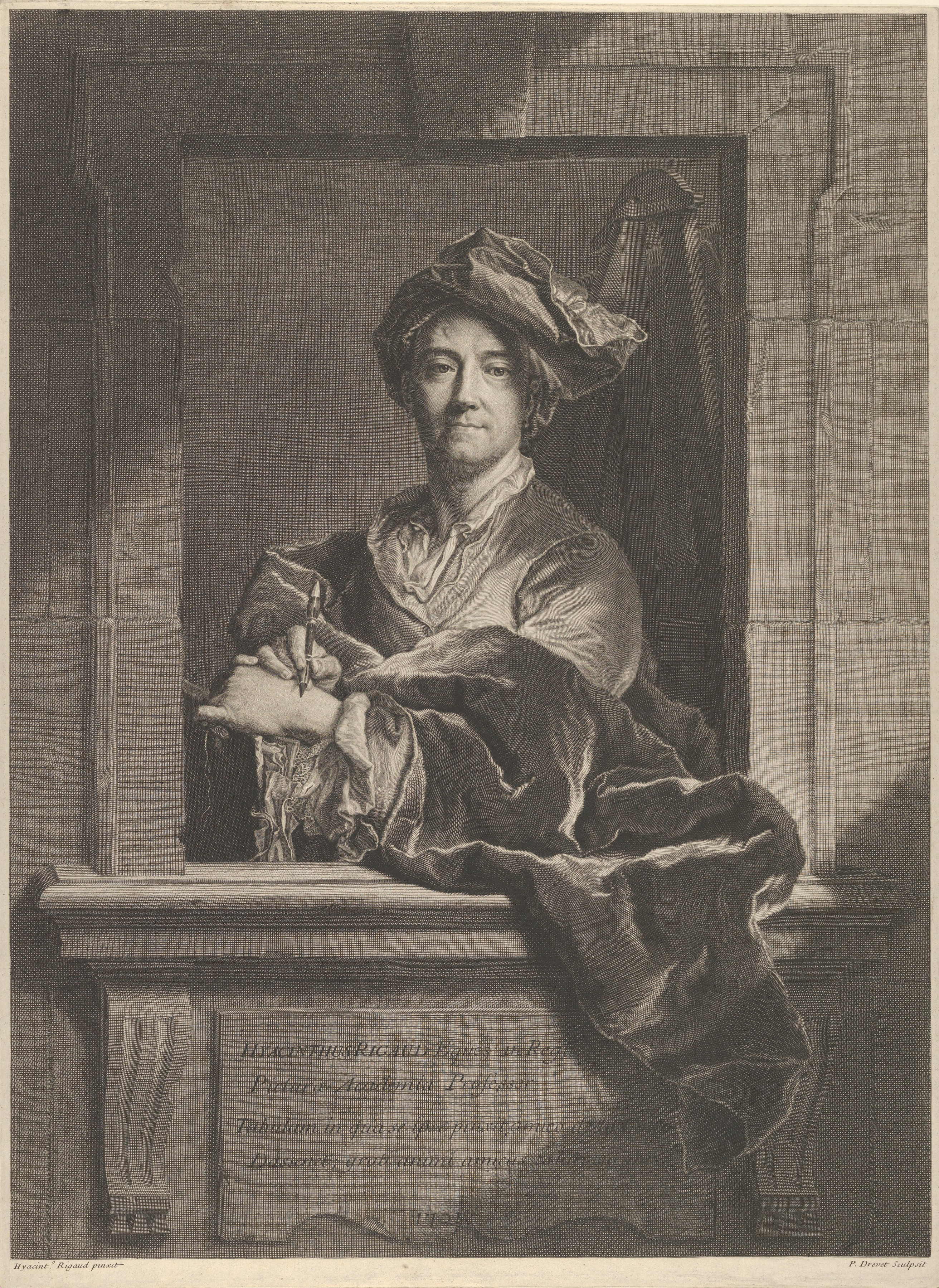
Hyacinthe Rigaud

#### XVIII secolo
Quando il castello di Montsoreau passò alla famiglia de Sourches, la famiglia de Montsoreau fu più volte immortalata da illustri artisti del XVIII secolo. Nel catalogo raisonné del pittore Hyacinthe Rigaud, ci sono quattro ritratti di membri della famiglia de Montsoreau, due di Luigi I di Bouchet de Sourches, una di sua sorella Marie-Louise e una di Jeanne-Agnès-Thérèse Pocholle du Hamel. Inoltre, vi è un dipinto di Nicolas de Largillierre, La Contessa di Montsoreau (1714), conservato al Museo d'Arte di Dallas, un dipinto di François-Hubert Drouais, Il Marchese di Sourches e la sua famiglia (1756), conservato alla Reggia di Versailles, e un dipinto di Louis Carrogis, detto Carmontelle, Il Marchese e la marchesa di Montsoreau (1780), conservato al Castello di Chantilly, Musée Condé.

#### XIX secolo
Nel XIX secolo, la struttura massiccia del castello di Montsoreau che sorge direttamente sulle rive della Loira, lo stato dell'edificio che cominciava a declinare e la drammatica scenografia della confluenza dei due grandi fiumi, la Vienne e la Loira, ispirarono gli artisti romantici e pre-impressionisti nel loro viaggio lungo la Loira.

##### Joseph Mallord William Turner

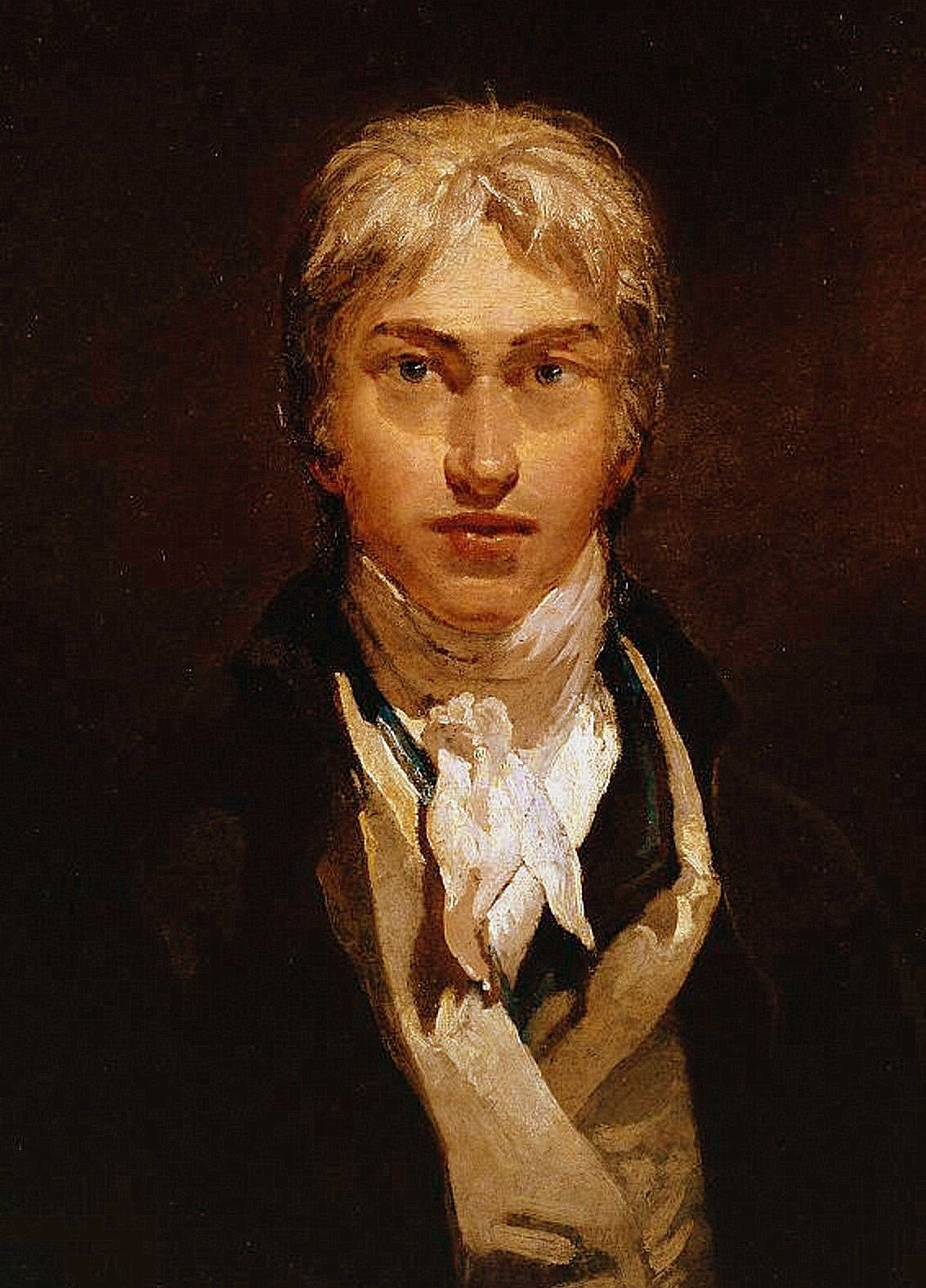
Joseph Mallord William Turner

Nell'ottobre del 1826, William Turner trascorse un breve soggiorno sulle rive della Loira e si godette ventuno vedute del fiume. Ha immortalato il castello di Montsoreau, prendendo come scenario l'immensità dello scenario della confluenza della Vienne e della Loira. Questo acquerello conservato all'Ashmolean Museum di Oxford è stato tuttavia inciso nel 1832; una copia è conservata al castello di Montsoreau.

##### Auguste Rodin

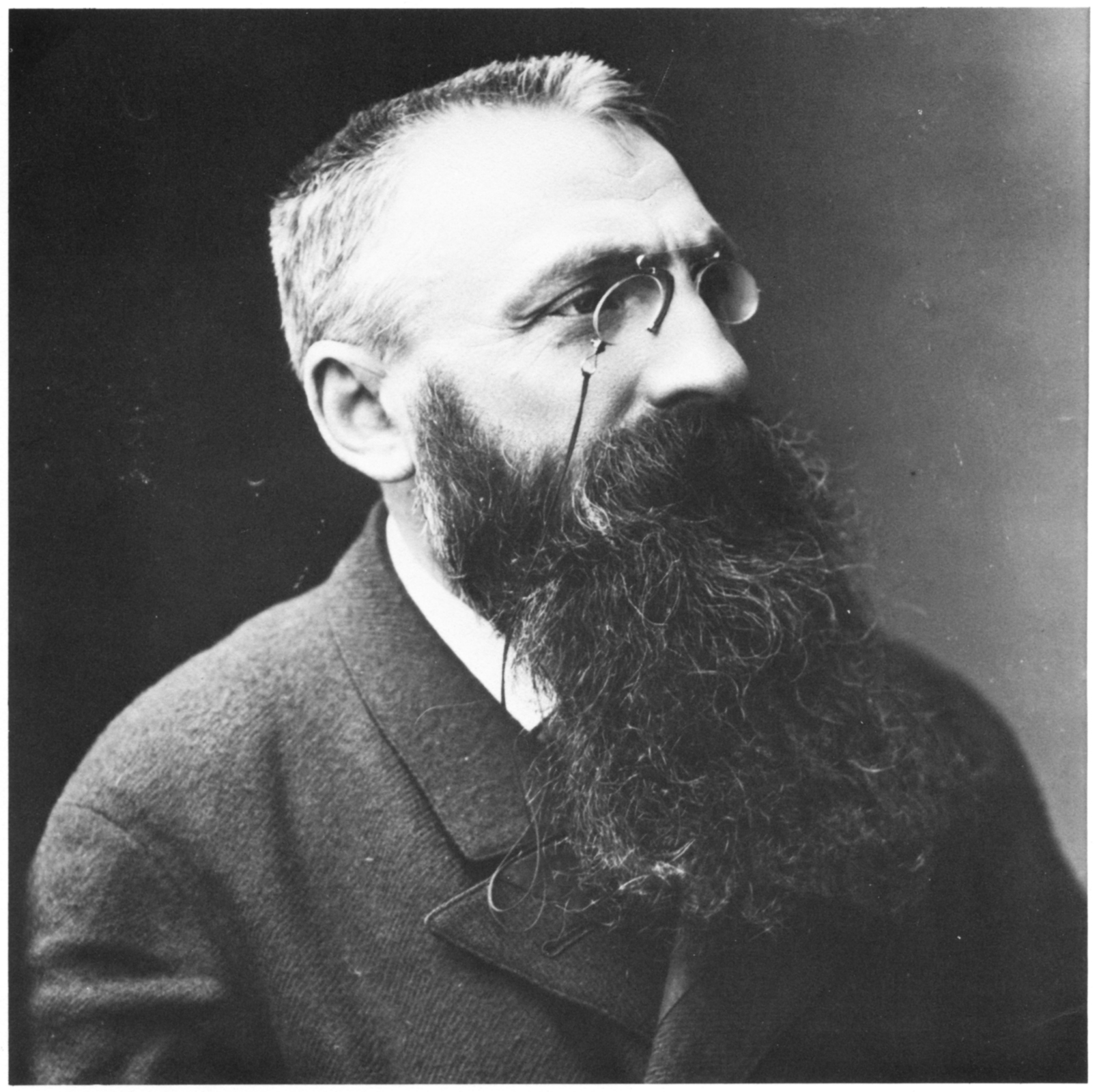
Auguste Rodin

Auguste Rodin, appassionato dall'architettura classica, non esitò a far reinstallare sulle alture di Meudon nel 1895 il padiglione dell'Esposizione Universale (a cui aggiunse un portico recuperato dal Castello di Issy). Due anni dopo, intorno al 1897, affascinato dall'architettura del castello di Montsoreau, disegnò una veduta idealizzata della facciata nord del castello, praticamente già in rovina.

##### Paul-Désiré Trouillebert
Paul-Désiré Trouillebert, pittore della scuola di Barbizon, lavora a Parigi e a Candes-Saint-Martin, nell'Indre-e-Loira, dove ha trasformato una barca di Loira in studio. Questo gli permette di navigare sulla Vienne e sulla Loira e di dipingere il paesaggio dal fiume. Realizzerà una serie di vedute importanti di questi paesaggi della Loira, sui quali il castello di Montsoreau appare regolarmente.

### Teatro e opera
La dama de Monsoreau è adattata in cinque atti da Alexandre Dumas padre e Auguste Maquet per essere eseguita al Teatro dell'Ambigu. La prima è stata presentata il 19 novembre 1860 con Jules-Henri Brésil nel ruolo del conte di Montsoreau e Étienne Mélingue nel ruolo di Chicot. Questo spettacolo sarà ripreso dal teatro della Porta San-Martino di Parigi. È degno di nota il fatto che sia stata creata un'opera basata su La dama de Monsoreau. Il libretto è stato scritto da Auguste Maquet, fedele collaboratore di Dumas, e la musica è stata scritta da Gaston Salvayre. Quest'opera fu commissionata a Gaston Salvayre dall'Opera di Parigi e la sua prima rappresentazione pubblica ebbe luogo all'Opéra Garnier il 30 gennaio 1888. Quest'opera non ha avuto il successo sperato ed è stata rappresentata solo otto volte.

### Cultura di massa
Fin dall'inizio del XX secolo, con l'industrializzazione del cinema, sono stati realizzati i primi lungometraggi. Il successo internazionale del libro di Alexandre Dumas, oltre al tema e al carattere visivo, ha trovato nuove varianti nei tre film La Signora di Monsoreau di Mario Caserini, Émile Chautard e René Le Somptier. Troverà anche una versione di soap opera negli anni Settanta e nel 2006, che la riporterà alla sua forma originale di pubblicazione.
- 1909: La Dame de Monsoreau (La signora di Monsoreau), film di Mario Caserini
- 1913: La Dame de Monsoreau, film muto francese di Émile Chautard[123]
- 1923: La Dame de Monsoreau, film muto francese di Renato Le Somptier
- 1971: La Dame de Monsoreau, una soap opera televisiva di Yannick Andréi, con Nicolas Silberg (Bussy di Amboise), Karin Petersen (Diana di Méridor, Contessa di Monsoreau), François Maistre (Conte Brian de Monsoreau), Michele Creton (Chicot), Gerardo Berner (il Duca d'Anjou) e Denis Manuel (Enrico III).
- 2009: La Dame de Monsoreau, serie televisiva diretta nel 2006 da Micheel Hassan, con Esther Nubiola (Diane de Monsoreau), Tommaso Jouannet (Bussy d'Amboise), Anna Caillon (la Duchessa di Guise). Trasmissione su France 2, 26 agosto 2009.

Nel 2019 la rivista britannica All About History pubblica la classifica dei 101 castelli più belli del mondo ( 101 World's Greatest Castles ) e classifica il castello di Montsoreau con il numero 53.
Come per altri castelli della Valle della Loira, come Chambord, Amboise e Chenonceau, un premio per le corse di cavalli (Premio di Montsoreau) gli è dedicato durante le competizioni dell'ippodromo di Vincennes.

## Cronotassi dei proprietari
Dati tratti da:
| Proprietario                  | Periodo        | Titolo | Note |
| ----------------------------- | -------------- | --- | --- |
| Oddone I di Blois             | 990-996        | Conte di Blois | |
| Folco III d'Angiò             | 996-997        | Conte d'Angiò | Folco il Nero consegna la fortezza al suo uomo di fiducia Gualtieri (o Guglielmo) che diventa Gualtieri di Montsoreau.                                                                                           |
| Gualtieri di Montsoreau       | 1001-dopo 1010 | Signore di Montsoreau | Montsoreau divenne uno dei primi castellani d'Angiò. |
| Guglielmo di Montsoreau       | dopo 1010-?    | Signore di Montsoreau | |
| Gualtieri II di Montsoreau    | ?-1060         | Signore di Montsoreau | |
| Guglielmo II di Montsoreau    | 1040-1087      | Signore di Montsoreau | |
| Guglielmo II di Montsoreau    | 1040-1087      | Signore di Montsoreau | |
| Gualtieri I di Montsoreau     | 1087-1129      | Signore di Montsoreau | |
| Guglielmo II di Montsoreau    | 1129-1152      | Signore di Montsoreau | |
|                               |                | | |
| Enrico II Plantageneto        | 1152-1154      | Conte d'Angiò e Maine, duca di Normandia et d'Aquitania. | L'assalto della fortezza di Montsoreau mette fine alla prima rivolta di Goffredo VI d'Angiò contro il fratello Enrico II Plantageneto.                                                                           |
| Goffredo VI d'Angiò           | 1154-1156      | Conte d'Angiò | Goffredo VI diventa conte d'Angiò in seguito all'adesione del fratello alla corona d'Inghilterra per disposizione testamentaria del padre Goffredo V.                                                            |
| Enrico II Plantageneto        | 1156-1170      | Re d'Inghilterra | |
|                               |                | | |
| Guglielmo II di Montsoreau    | 1156-1171      | Signore di Montsoreau | Guillaume de Montsoreau ridiventa governatore del castello di Montsoreau come lo attesta la sua firma di un'ordinanza di Enrico II sullo sviluppo dell'argine della Loira nel 1171.                              |
| Gualtieri II di Montsoreau    | 1171-1229      | Signore di Montsoreau | |
|                               |                | | |
| Pietro II Savary              | 1229-1250      | Signore di Montbazon e Montsoreau | |
| Pietro III Savary             | 1250-1272      | Signore di Montbazon e Montsoreau | |
| Goffredo Savary               | 1273-1302      | Signore di Montbazon e Montsoreau | |
| Bartolomeo Savary             | 1302-1347      | Signore di Montbazon e Montsoreau | |
| Bartolomeo II Savary          | 1347-1364      | Signore di Montbazon e Montsoreau | |
| Rinaldo Savary                | 1364-1383      | Signore di Montbazon e Montsoreau | |
|                               |                | | |
| Guglielmo II di Craon         | 1383-1409      | Visconte di Chateaudun e Signore di Montsoreau, ciambellano del re Carlo VI                                                                                      | |
| Luigi I Chabot                | 1409-1422      | Signore di la Grève e Montsoreau | |
| Tebaldo Chabot                | 1422-1428      | Signore di Pressigny, la Grève, Moncontour, Marnes, Ferrières, Colombier e Montsoreau                                                                            | |
| Luigi II Chabot               | 1428-1450      | Signore di Pressigny, la Grève, Moncontour, Marnes, Ferrières, Colombier e Montsoreau, ciambellano del re Carlo VII.                                             | Vende la fortezza di Montsoreau al cognato Giovanni II di Chambes. |
|                               |                | | |
| Giovanni II di Chambes        | 1450-1476      | Cavaliere, Signore di Montsoreau, consigliere e primo Maestro d'ostello del Re, capitano e governatore di La Rochelle, capitano di Nyort e Talemont sur Gironde. | Egli rase al suolo l'antica fortezza e costruì l'attuale castello. |
| Giovanni III di Chambes       | 1476-1518      | Cavaliere, barone di Montsoreau | |
| Philippe di Chambes           | 1518-1561      | Barone di Montsoreau | Servì il re di Francia Francesco I nel 1542 e si unì a Filippo d'Orléans nella missione di difendere i passi della Marna. Poco dopo, riceve Enrico II di Navarra e sua moglie Margherita di Valois a Montsoreau. |
| Giovanni IV di Chambes        | 1561-1575      | Barone poi conte de Montsoreau, governatore di Saumur e Fontenay.                                                                                                | Esecutore del massacro di San Bartolomeo ad Angiò a Saumur e Angers nel 1572 |
| Carlo di Chambes              | 1576-1619      | Conte di Montsoreau | Marito di Francesca di Maridor, la Signora di Montsoreau nel romanzo omonimo e nel romanzo I Quarantacinque di Alexandre Dumas                                                                                   |
| Renato di Chambes             | 1619-1649      | Conte di Montsoreau | Accusato di contraffazione di denaro falso, frode di gabelle, fu condannato a morte da Luigi XIII nel 1634 e andò in esilio in Inghilterra.                                                                      |
| Bernardo di Chambes           | 1634-1669      | Conte di Montsoreau | |
|                               |                | | |
| Luigi-Francesco I del Bouchet | 1669-1716      | Marchese di Sourches, Conte di Montsoreau | Preside dell'ostello del Re, Gran Provinciale di Francia, Consigliere di Stato, Governatore del Maine, Perche, Laval e Le Mans                                                                                   |
| Luigi I del Bouchet           | 1716-1746      | Marchese de Sourches e del Bellay, Conte di Montsoreau | Preside dell'ostello del Re, Gran Provinciale di Francia, Consigliere di Stato |
| Louis II du Bouchet           | 1746-1788      | Marchese de Sourches e del Bellay, Conte di Montsoreau | Preside dell'ostello del Re, Gran Provinciale di Francia, Consigliere di Stato, Comandante dello Spirito Santo                                                                                                   |
| Yves Maria del Bouchet        | 1788-1804      | Conte de Montsoreau, tenente generale dell'esercito del Re | Vendita della proprietà nel 1804 |

### Fonti
- (FR) Les Châteaux de la Loire - Merveilles de l'art et de l'histoire [I castelli della Loira - Meraviglie dell'arte e della storia], in Sélection du Reader's Digest, Reader's Digest, 1997, ISBN 978-2-7098-0909-2.
- (FR) Raimbault, Notice historique sur le château et la commune de Montsoreau [Noticie storiche sul castello e sulla città di Montsoreau], in Répertoire archéologique de l'Anjou, 1965.
- (FR) O. Guillot, Le Comte d'Anjou et son entourage au XIe siècle [Il conte d'Angiò e il suo entourage nell'XI secolo], Paris, 1972.
- (FR) D. Prigent, Utilis est lapis in structura, mélanges offerts en hommage à Léon Pressouyre - La Pierre de construction et sa mise en œuvre [Utilis est lapis in structura, miscele offerte in omaggio a Léon Pressouyre - La pietra da costruzione e la sua realizzazione], Paris, Comité des travaux historiques et scientifiques, 2000, ISBN 978-2-7355-0439-8.
- (FR) Emmanuel Litoux, Daniel Prigent e Jean-Yves Hunot, Le château de Montsoreau [Castello di Montsoreau], in Congrès archéologique de France - 155e Session (1997) - Touraine [Congresso archeologico di Francia - sessione 155 (1997) - Turena], Paris, Société française d'archéologie - Musée des Monuments Français, 2003.
- (FR) Emmanuel Litoux, Daniel Prigent e Jean-Yves Hunot, Un chantier de construction du XVe siècle : le château de Montsoreau (Maine-et-Loire) [Un cantiere del XV secolo: castello di Montsoreau (Maine e Loira)], in Pierres du patrimoine européen - Economie de la pierre de l'antiquité à la fin des temps modernes [Pietre del patrimonio europeo - Economia della pietra dall'antichità alla fine dei tempi moderni], Paris, Comité des travaux historiques et scientifiques, 2008, ISBN 978-2-7355-0667-5.
- (FR) Jean Hardion, Une visite au château de Montsoreau [Una visita al castello di Montsoreau], 2ª ed., Coudray-Macouard, Cheminements, 2003  [1928], ISBN 978-2-84478-180-2.
- (FR) Jean de Geoffre de Chabrignac, Le château de Montsoreau - Notice historique et archéologique [Il castello di Montsoreau - Notizie storiche e archeologiche], Angers, Siraudeau et Cie, 1985.
- (FR) Florian Stalder, Fontevraud-l'Abbaye et Montsoreau - Un regard sur le saumurois) [Fontevraud-l'Abbaye e Montsoreau - Uno sguardo alla regione di Saumur], in 303, Nantes, 303 éditions, 2013, ISBN 978-2-917895-12-2.
- (FR) J. Boussard, Le Comté d'Anjou sous Henri Plantagenêt et ses fils [La contea di Anjou sotto Henri Plantagenêt e i suoi figli], Paris, 1938.

### Ulteriori approfondimenti
- (FR) O. Desme de Chavigny, Les Anciens Seigneurs de Montsoreau [Gli antichi signori di Montsoreau], Tours, 1888.
- (FR) Savette, Le château de Montsoreau [Castello di Montsoreau], in Bull. Soc. Lettres, Sciences et Arts Saumurois, n. 66, 1933.
- (FR) Savette, Le château de Montsoreau [Castello di Montsoreau], in Bull. Soc. Lettres, Sciences et Arts Saumurois, n. 67, 1933.
- (FR) M. Seignan, La garnison du château de Montsoreau [La guarnigione del castello di Montsoreau], in Bull. Soc. Lettres, Sciences et Arts Saumurois, n. 31, 1922.
- (FR) Jacques Levron, La véritable histoire de la dame de Montsoreau [La vera storia della dama di Montsoreau], Joigny / Paris, Société d'éditions et d'imprimerie / M. Chapelon, 1938.
- (FR) A. Rhein, Montsoreau : Congrès archéologique de France - LXXVIIe session) [Montsoreau: Congresso archeologico di Francia - LXXVII sessione], Angers-Saumur, Société française d'archéologie, 1910.
- (FR) Viviane Manase e Daniel Prigent, Le Château de Montsoreau [Castello di Montsoreau], in Itinéraire du patrimoine, Conseil départemental du Maine-et-Loire, 1999, ISBN 978-2-906344-67-9.
- (FR) M. Mollat, Les Affaires de Jacques Cœur - Journal du procureur Dauvet [I casi di Jacques Coeur - Diario del procuratore Dauvet], Paris, 1952.
- (FR) M. Saché, L'Escalier d'honneur du château de Montsoreau [La scala d'onore del castello di Montsoreau], Province d'Anjou, 1926.
- (FR) Jean-Pierre Babelon, Châteaux de France au siècle de la Renaissance [Castelli di Francia nel Rinascimento], Paris, Flammarion/Picard, 1989, ISBN 978-2-08-012062-5.
- (FR) M. Orhon, La Première Renaissance dans la partie est de l'Anjou [Il primo Rinascimento nella parte orientale di Anjou], in mémoire de DEA, Paris IV, 1998.
- (FR) E. Berger, Montsoreau - Le Maine et l'Anjou [Montsoreau - Maine e Angiò], in de Wismes, vol. 2, 1860.
- (FR) Robida, La Touraine [Turenna], 1992  [1892].
- (FR) Viviane Manase, Montsoreau romantique [Montsoreau romantico], in 303, n. 58, 303 éditions, 1998.
- (FR) Alain Salamagne, Actes du VIIe Congrès international d'archéologie médiévale - Archères mâchicoulis et tours dans l'architecture militaire du Moyen Âge (XIIIe siècle- XVe siècles) - éléments fonctionnels ou symboliques ? [Atti del VII Congresso Internazionale di Archeologia Medievale - Arcieri, machicolazioni e torri nell'architettura militare del Medioevo (XIII-XV secolo) - elementi funzionali o simbolici?], Université du Maine, 2001.